# Война за независимость США
Война за независимость США (Американская война за независимость, англ. American War of Independence; Американская революционная война, англ. American Revolutionary War), 1775—1783 — война Великобритании и американских лоялистов (лояльных правительству британской короны) против революционеров (патриотов) Тринадцати британских колоний, которые провозгласили независимость от Великобритании в 1776 году. После 1778 года к войне на стороне колонистов присоединились Франция, Испания и Голландия.
Британские американские колонии были образованы королевскими указами в XVII и XVIII веках, и имели большую автономию во внутренних делах, торговали с Британией и карибскими колониями, а также, через карибские порты, и с другими европейскими государствами. После завершения Семилетней войны и изгнания французов из Америки в 1763 между метрополией и колониями начались трения, связанные с попыткой британского парламента распространить свою власть в колониях. В 1765 году британский парламент принял закон о гербовом сборе, который вызвал протесты во всех колониях. Парламент отменил гербовый сбор, но ввёл другие налоги, что привело к протестам в Бостоне в 1774 году. В ответ парламент ввёл так называемые Невыносимые законы против Бостона и колонии Массачусетс.
Действия парламента вызвали возмущение всех колоний, которые в 1774 году собрались на Первый Континентальный конгресс, который отправил королю петицию с просьбой отменить Невыносимые законы, угрожая в противном случае ввести бойкот британских товаров. Правительство в ответ ужесточило политику, что привело к перестрелкам при Лексингтоне и Конкорде 19 апреля 1775 года. Восставшие массачусетцы осадили Бостон, а Конгресс постановил сформировать из них Континентальную армию. В августе 1775 года король объявил, что колонии находятся в состоянии мятежа.
В марте 1776 года англичане покинули Бостон, но летом начали кампанию по захвату Нью-Йорка. Весной того года провалилось американское вторжение в Канаду, что заставило колонии искать союзников, и для этой цели в июле 1776 года была принята Декларация независимости США, превратившая конфликт в войну за независимость колоний. В ноябре 1776 года англичане захватили Нью-Йорк, а летом 1777 года генерал Хау начал наступление на Филадельфию, что привело к захвату этого города. Одновременно армия Джона Бергойна начала наступление из Квебека, но проиграла сражение при Саратоге и полностью капитулировала. Исход Саратогской кампании убедил европейские государства в том, что американцы способны успешно вести войну. В феврале 1778 года США заключили с Францией торговый и союзный договор, и англо-американский конфликт слился с глобальным франко-британским конфликтом. В 1779 году к союзникам присоединилась Испания, которая начала Кампанию в Мексиканском заливе, и тем самым лишила Британию важных морских баз.
После вступления Франции в войну Британия перешла к обороне в Северной Америке, но попыталась перетянуть на свою сторону южные штаты: генерал Клинтон захватил город Чарлстон, после чего генерал Корнуоллис совершил несколько походов в Южную Каролину, Северную Каролину и Вирджинию, но в 1781 году объединённая франко-американская армия окружила его под Йорктауном и принудила к капитуляции. Этим событием завершились боевые действия на континенте, хотя война продолжалась ещё два года, и только в 1782 году в Британии сменилось правительство и начались мирные переговоры в Париже. 3 ноября 1783 года был заключён Парижский договор, по которому Британия признала независимость колоний, и война официально завершилась. Франко-английская война была завершена Версальским договором.

## Предыстория войны
10 февраля 1763 года Британия, Франция и Испания подписали Парижский мирный договор, которым завершилась Семилетняя война на американском континенте, известная так же как Война с французами и индейцами. По условиям договора Британия получила огромные территории: всю Канаду, все французские земли к востоку от Миссисипи, Флориду, Гренаду, Сент-Винсент, Доминику и Тобаго. Теперь надо было каким-то образом сделать доходной эту огромную, слабо заселённую территорию, но никто не мог уверенно сказать, как будет выглядеть эта территория, и как она будет управляться. Британский историк Линда Колли писала, что англичане слишком быстро получили слишком много власти над слишком большим количеством людей. Лорд Бедфорд утверждал, что Британия стала слишком велика. Присоединение Канады он считал ошибкой. Присутствие французов в Канаде создавало опасность для американских колоний и тем делало их более зависимыми от метрополии. Теперь же эта зависимость неизбежно будет слабеть.

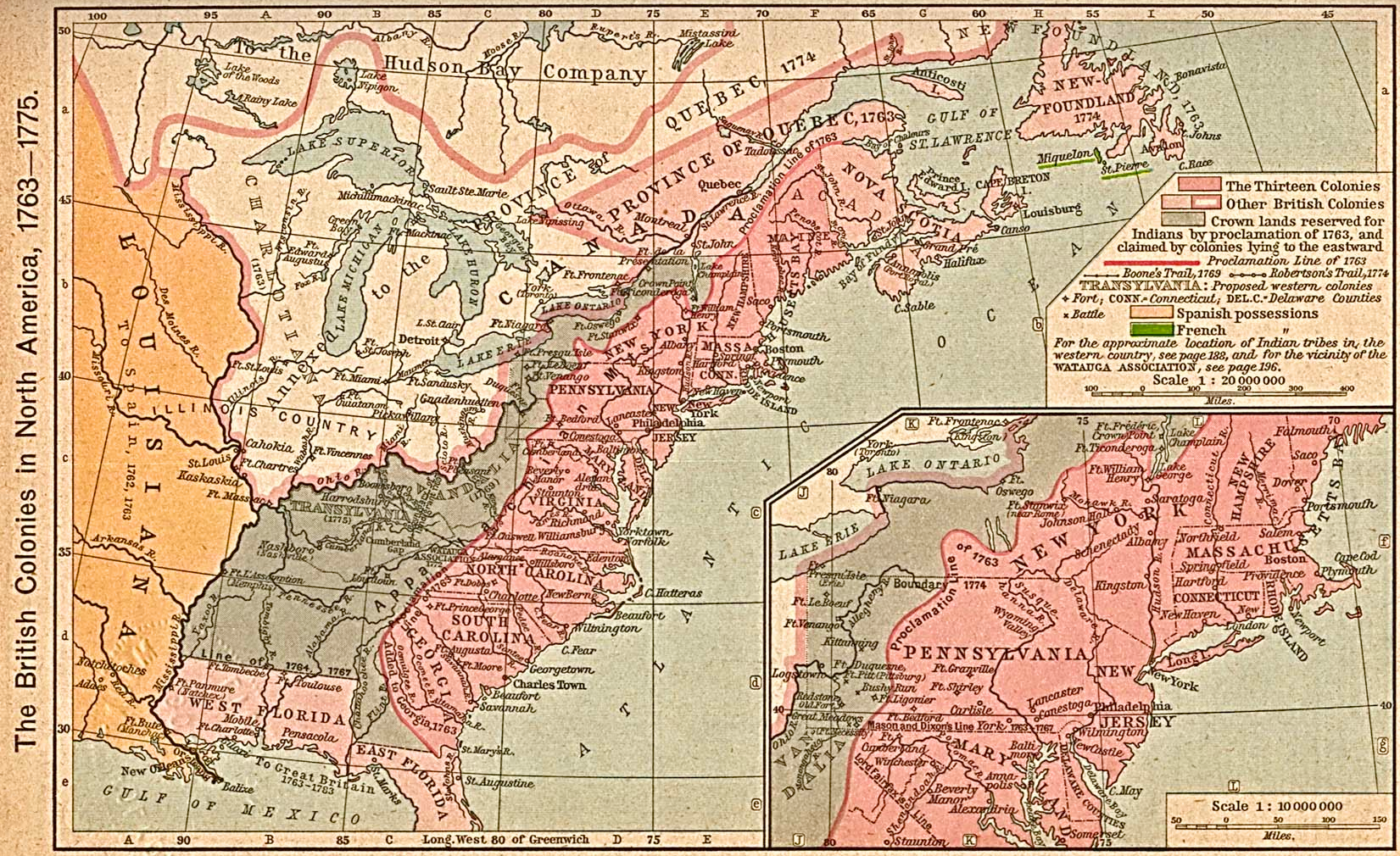
Владения Британии в Северной Америке после 1763 года.

Британцам удалось в 1763 году построить обширную империю, но жители американской части этой империи были слишком неудобными подданными с точки зрения управленцев империи, во всяком случае в сравнении с жителями Бенгалии. Бенджамин Франклин писал, что Британская империя подобна хрупкой китайской вазе, которая требует осторожного обращения, на которое оказались неспособны король Георг III и его правительство.
Тринадцать колоний с момента своего основания имели свои собственные представительные органы и не платили налоги в британский бюджет. Изначально существовало представление о том, что король не имеет права облагать налогами колонии. В 1724 году генеральный солиситор Филип Йорк постановил, что колонии могут облагаться налогами только по решению их представительного органа или британским парламентом, но так как парламент не пользовался этим правом до 1764 года, то американцы пришли к мнению, что у парламента нет таких прав, а попытка парламента вводить такие налоги стала неожиданностью и вызвала возмущение общества. Таким образом именно парламент совершил ошибку, не заявив о своих правах ранее, когда колонии были ещё не готовы к сопротивлению.
Многие американцы были уверены, что после завершения войны с Францией британское правительство никак не будет проявлять себя в Северной Америке (как было и в довоенное время), а некоторые полагали, что Британия вознаградит колонии за их участие в войне каким-нибудь особым статусом. Вместе с тем британские министры всё более сомневались в лояльности колоний. Поступали предложения начать более жёстко контролировать колонии, но пока шла война, Британия старалась не раздражать американское население. В мирное время ситуация изменилась. В 1763 году кабинет Джорджа Гренвилла решил привести колонии под власть парламента, отчасти потому, что война увеличила внешний долг Британии. Было решено оставить в Америке армию размером в 8500 человек, и изыскать в колониях средства на её содержание. Первым шагом программы Гренвилла стал Закон о сахаре, принятый в 1764 году, а 22 марта 1765 года парламент после долгих споров одобрил Акт о гербовом сборе.

### Кризис гербового акта
Вот джентльмен говорит нам, что Америка упряма; Америка почти открыто восстала. Я рад, что Америка сопротивляется. Три миллиона человек, лишённых чувства свободы настолько, что готовы стать рабами, были бы удобным инструментом для обращения в рабство всех остальных.
Американские колонии отправили в Лондон протест ещё во время подготовки закона. В мае 1765 года вирджинская Палата бюргеров узнала, что её протест отклонён, а закон принят. 29 мая депутат Патрик Генри выступил с речью, призвав принять резолюции против этого закона. Вирджинские резолюции стали первым, но единственным официальным протестом. Остальные ассамблеи колоний никак не отреагировали, а городское собрание Бостона предложило созвать конгресс представителей колоний для составления формального протеста. Между тем неожиданно для всех вспыхнули народные протесты: в Ньюпорте (Род-Айленд) начались нападения на сторонников Акта, в Нью-Йорке и Чарлстоне толпа разгромила дома распределителей гербовых марок, а в конце августа бурные протесты и погромы начались в Бостоне. Одновременно было опубликовано множество статей против британской политики. Джон Адамс впоследствии писал, что 1765 год изменил и его и всё американское общество. Дитя Независимости, писал он, было рождено в дни кризиса Гербового акта.
В том же 1765 году в Нью-Йорке собрался так называемый «Конгресс Гербового акта», где собрались депутаты большинства колоний; он выработал Декларацию  о правах и недовольстве.
Летом 1765 года ушло в отставку правительство Гренвилла и новое Правительство Рокингема решило отменить Гербовый акт. В феврале 1766 года закон был отозван, но был опубликован Пояснительный акт, который декларировал право британского парламента вводить налоги в американских колониях.

### Законы Таунсенда

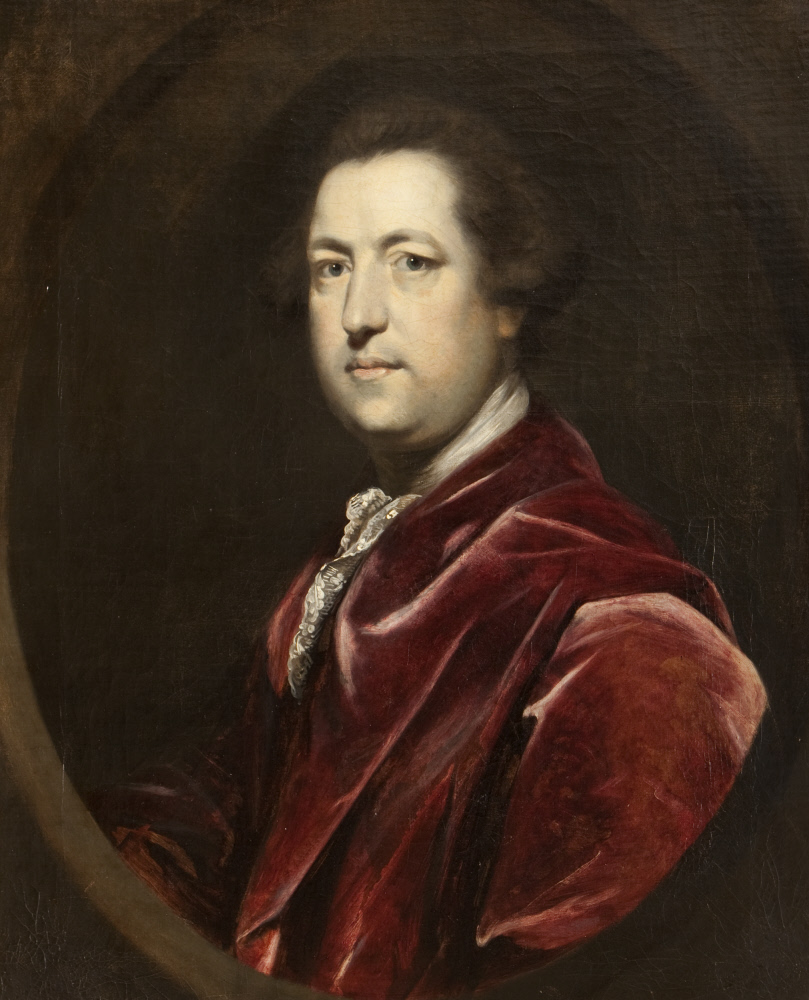
Чарльз Таунсенд, председатель казначейства

В 1767 году министр Чарльз Таунсенд пообещал решить проблему доходов, и в итоге предложил ввести налог на ввозимые товары: на стекло, свинец, краски, бумагу и чай. У Законов Таунсенда было много противников: они мало чем отличались от предыдущего Гербового акта и давали всего 40 000 фунтов дохода. Но некоторым «необъяснимым образом» он был принят, получив 180 голосов за и 98 против. Предполагалось, что это будет не внутренний, а внешний налог, на который парламент, по американским понятиям, имеет право, и против которого колонии не будут возражать. По словам историка Джона Миллера, Таунсенд сделал важный вклад в дело американской революции: ранее британские политики делали различие между внутренним и внешним налогообложением, теперь же стало ясно, что такого различия нет, и никакие компромиссы с политикой парламента невозможны.
Жители Бостона предложили бойкотировать британские товары. К Бостону присоединились Нью-Йорк и Филадельфия. В 1769 году к бойкоту присоединились Вирджиния и Южная Каролина. Женщины отказывались от предметов роскоши, от чая, мебели и карет. Развернулась кампания за потребление американских товаров, в частности, пенсильванского пива и сидра. Франклин призывал отказаться от импортного рома в пользу местного виски. Возникла мода на домотканную одежду. В Вирджинии пытались выращивать виноград, в Новой Англии сажали чай, а в южных провинциях пытались разводить шелковичного червя. Однако, в том же 1767 году Таунсенд умер, а в 1768 году ушло в отставку Правительство Чэтема, а новое Правительство Графтона решило, что законы Таунсенда малодоходны и мешают торговле. Но вопрос права на налогообложение стал принципиальным, к 1769 году важнее было сохранить права парламента, чем получить какие-либо доходы. Лорд Норт был категорически против отмены налога, потому что это единственное, что осталось от власти парламента в колониях. В итоге, налоги были всё же отменены, но был символически оставлен налог на чай (который приносил хоть какие-то ощутимые доходы).

### Затишье

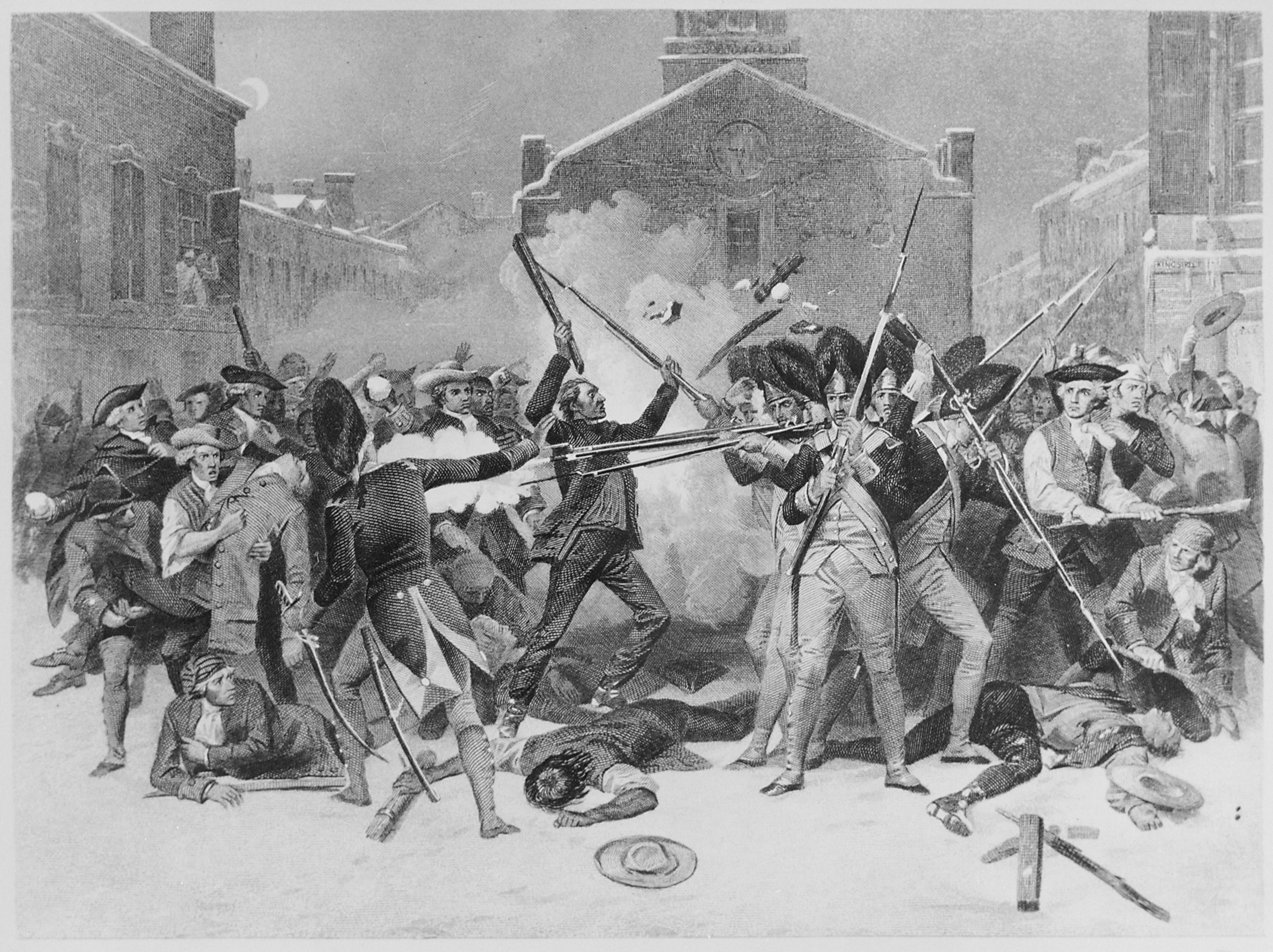
Бостонская бойня

Американские революционеры действовали уверенно и решительно в основном потому, что у Британии не было в колониях серьёзных вооружённых сил. Только в 1768 году, когда жители Бостона изгнали из города сборщиков пошлин, правительство Графтона распорядилось отправить в Бостон четыре пехотных полка. Узнав об этом, Самуэл Адамс созвал в городе Массачусетский конвент для обсуждения возможности вооружённого сопротивления. Однако, консервативная часть делегатов выступила против применения силы. Полки высадились в Бостоне, но два полка потом были переведены в Галифакс. Оставшиеся два не могли эффективно поддерживать порядок, но оставались источником раздражения для бостонцев. Между горожанами и военными начались мелкие конфликты, которые 5 марта 1770 года привели к вооружённому столкновению, известному как «Бостонская бойня»: военные открыли огонь, отчего было убито 5 человек.
События в Бостоне показали, что соглашение о бойкоте британских товаров перетекает в уличные беспорядки. Это обеспокоило коммерсантов, которые уже страдали от дефицита товаров и высоких цен (цены на чай утроились в 1769 году). В мае 1770 года стали поступать предложения отменить бойкот. К лету коммерсанты Нью-Йорка первые отказались от бойкота. Это вызвало всеобщее негодование в колониях, и в то же время заставило американцев разочароваться в своих возможностях.
Американская революция, в отличие от других революций, была в своей сущности консервативной. Она началась не из-за угнетения, а из-за желания избежать угнетения. Её целью было не завоевание новых свобод, а сохранение старых. Принципы, высказанные на Конгрессе Гербового акта по существу не отличались от тех, что были объявлены за 500 лет до этого парламентом Монфора 1265 года.
Период между 1770 и 1773 годами принято называть в историографии периодом затишья. Отказ нью-йоркских коммерсантов поддержать бойкот нанёс сильный удар протестному движению. Многие американцы решили, что борьба проиграна, а политики пришли к мнению, что дух патриотизма уже выветрился в колониях. Нарушилась даже кооперация между колониями, и Массачусетсу казалось, что все его бросили. Поток британских товаров хлынул в Америку, уровень жизни стал ощутимо выше, и это многих устраивало. Разногласия с метрополией почти прекратились, хотя изредка случались отдельные конфликты между провинциальными ассамблеями и королевскими губернаторами. В 1772 году парламент ввёл смертную казнь за поджог верфей британского флота; радикалы в колониях пытались объявить это актом тирании, но не достигли успеха. Одновременно с угасанием антибританских настроений стали оживать конфликты между колониями: разгорелся конфликт между Коннектикутом и Пенсильванией за Вайоминг, начался конфликт между Нью-Йорком и Массачусетсом, а в Северной Каролине разгорелась гражданская война, известная как Война с регуляторами.
Протестные настроения в целом утихли, и радикалы стали ждать более подходящего момента для активизации протеста. Такой момент наступил в 1772 году, когда произошло событие, известное как Инцидент Гаспи по названию таможенного судна британского военного флота HMS Gaspee, который в марте 1772 года прибыл в залив Наррагансетт для усиления мер по обеспечению сбора налогов и инспекции грузов в колонии Род-Айленд. Капитан «Гаспи» Уильям Дьюдингстон решил полностью искоренить контрабанду, не считаясь с настроениями колонистов. Его действия вызвали такую ненависть у род-айлендцев, что поступили даже предложения снарядить боевой корабль для защиты торговцев. В ночь с 9 на 10 июля 1772 года, во время погони за небольшим судном контрабандистов, «Гаспи» сел на мель. Воспользовавшись этим обстоятельством, на рассвете отряд во главе с Абрахамом Уипплом, захватил и сжёг корабль.
Британское правительство не хотело вмешиваться в американские дела, но в данном случае не могло не прореагировать. Была сформирована следственная комиссия, но она ничего не выявила. Правительство ничего более не стало предпринимать, что дало колонистам почувствовать свою безнаказанность. Историк Джон Миллер писал, что неспособность правительства поймать и наказать участников нападения на «Гаспи» несомненно повлияло на настроения бостонцев и впоследствии привело к «Бостонскому чаепитию». Инцидент обсуждался во всех колониях, и они снова начали ощущать единство в конфликте с метрополией.
Инцидент Гаспи стал началом нового витка конфликта. В том же году британское правительство решило выплачивать зарплату губернатору Массачусетса прямо из королевской казны, что делало его независимым от провинциальной ассамблеи, и это вызвало протесты колонистов. В ответ на эту политику Британии массачусетский политик Самуэль Адамс сформировал бостонский Комитет по корреспонденции, а затем множество аналогичных по всей Новой Англии. Так была создана самая мощная протестная структура в колониях. Комитеты создавались отчасти для борьбы с губернатором Хатчинсоном, и в этой борьбе принял участие Бенджамин Франклин. Это участие сделало его знаменитым.

### Бостонское чаепитие

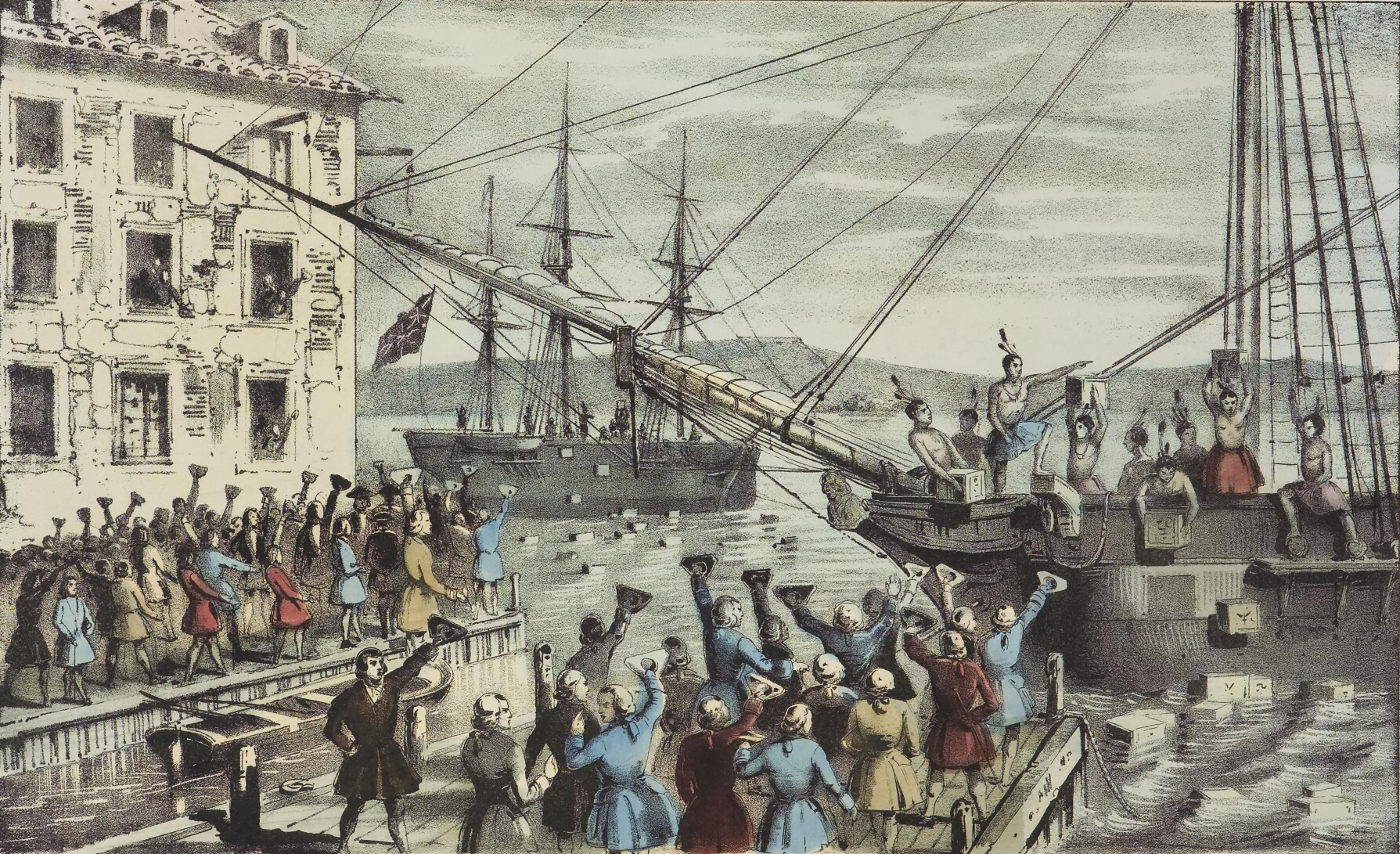
Бостонское чаепитие, 16 декабря 1773

10 мая 1773 года британский парламент издал «Чайный закон», который предоставлял британской Ост-Индской компании право монопольной торговли чаем в американских колониях. Парламент хотел этим законом помочь Компании, которая переживала экономический кризис. Правительство лорда Норта дало право компании продавать чай в Америку напрямую, минуя лондонские биржи. Это снизило цену чая с 12 шиллингов за фунт до 10 шиллингов, что было ниже, чем могли себе позволить голландские контрабандисты. Норт полагал, что дешевизна чая заставит американцев покупать его даже несмотря на существование введённого парламентом налога, и тем заставит их фактически согласиться с правом парламента на введение такого налога.
В конце ноября в Бостон прибыли торговые корабли Beaver, Dartmouth и Eleanor с грузом чая и других товаров. Колонисты потребовали вернуть чай в Англию, но губернатор Томас Хатчинсон отказал. 16 декабря 1773 года группа заговорщиков из общества «Сыны свободы», переодевшись индейцами, забралась на корабли и сбросила в воду 342 ящика с чаем, примерно 10 000 фунтов, стоимостью около 1 миллиона долларов (по курсу 2003 года). Это событие стали называть «Бостонским чаепитием».
Правительство лорда Норта после ряда обсуждений решило предпринять ответные меры. Было решено ввести ряд жёстких законов, но только против колонии Массачусетс. Предполагалось, что эта колония — лидер протестного движения, и если протест будет подавлен здесь, то он угаснет и в остальных колониях. Бостонский порт был закрыт вплоть до возмещения ущерба Ост-Индской компании, а исполнительные власти колонии получили особые полномочия для подавления протеста. Законы против Массачусетса стали известны как «Невыносимые законы». Они были опубликованы в Бостоне 10 мая 1774 года, а уже 13 мая Бостонская ассамблея объявила бойкот английским товарам, а Самуэль Адамс призвал остальные колонии присоединиться к бойкоту. Но некоторые провинции заявили, что присоединятся к бойкоту, только если он будет объявлен общим собранием депутатов от всех колоний.

### Первый Континентальный Конгресс

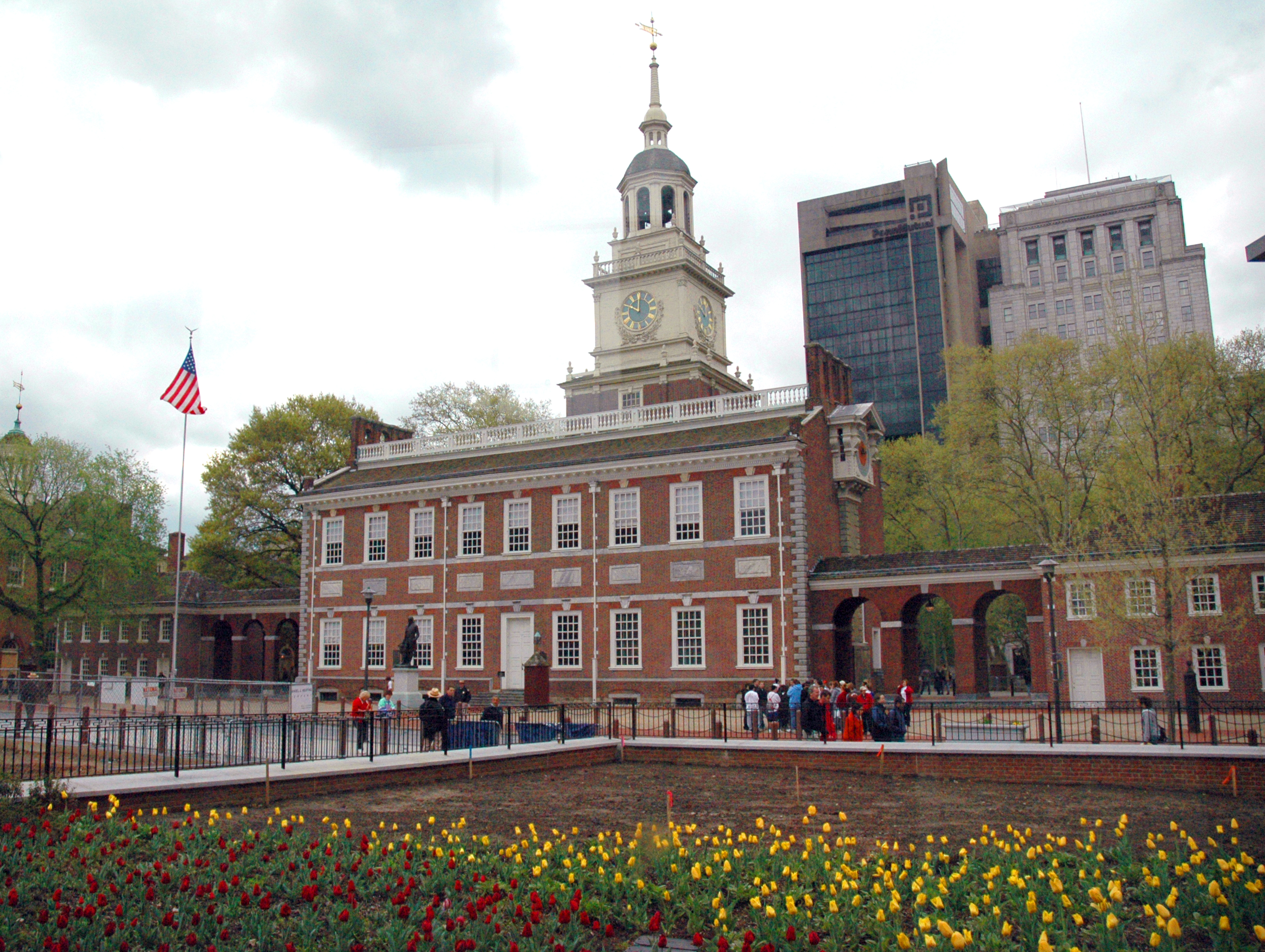
Здание, в котором собирался Континентальный конгресс.

Идея созыва представителей всех колоний на конгресс устраивала не только радикалов, но и консерваторов, которые надеялись таким образом нейтрализовать радикалов. Только самые крайние консерваторы были против созыва конгресса. В итоге 56 делегатов от 12-ти колоний (кроме Джорджии) собрались 5 сентября 1774 года в Филадельфии на собрание, которое получило название Континентальный конгресс. Конгресс сразу же раскололся на несколько фракций: сторонников бойкота, противников бойкота и сторонников примирения с метрополией. Северные штаты были в основном за бойкот, а южные против, и это было первым столкновением американского Севера и Юга в истории страны. Джозеф Галлоуэй предложил создать центральное правительство, которое бы управляло колониями вместе с парламентом («Союзный план Галлоуэя»), но его предложение не было поддержано. Конгресс принял Петицию королю и Декларацию прав, но, что более важно, одобрил идею создания Континентальной ассоциации и распорядился, чтобы колонии приступили к сбору и тренировке ополчения. Джон Адамс впоследствии жаловался, что Конгресс не создал настоящей армии, стараясь не идти на эту меру до крайней необходимости, и не понимая, что эта необходимость уже наступила.
Конгресс был уверен, что война неизбежна, но старался по возможности не давать к ней повода. Решения Конгресса стали известны в Лондоне в декабре, а весь февраль и март парламент обсуждал предложенный Нортом план мирного урегулирования, но кабинет министров уже решил применить силу. 27 января лорд Дартмут (госсекретарь по делам колоний) велел генералу Гейджу быстро расправиться с главарями протеста. Он понимал, что это приведёт к войне, но был уверен, что Англия быстро победит протестующих.
Предчувствуя близость войны, некоторые колонии стали созывать ополчения. 20 марта Патрик Генри предложил созвать ополчение Вирджинии. В ответ на возражения он прочитал речь, которая стала самой известной речью в американской истории:
Отступления нет, кроме как к гнету и рабству! Наши цепи выкованы! Их звон слышен на равнинах Бостона! Война неизбежна — и да будет война! Я повторяю, сэр, да будет война. /.../ Скоро шквал, летящий с севера, донесёт до наших ушей лязг оружия! Наши братья уже вышли на поле битвы! Почему же мы стоим без движения? Чего мы хотим, что нам нужно? Так ли дорога жизнь, и так ли сладостен мир, чтобы уплатить за них цену цепей и рабства? Да не попустит Всемогущий Бог! Не знаю, каким путем последуют другие, но что до меня — дайте мне свободу, или дайте мне смерть!

### Лексингтон и Конкорд
Приказ лорда Дартмута дошёл до Бостона поздно, но генерал Гейдж сразу же приступил к его выполнению. Он уже знал, что колонисты создали несколько арсеналов, где хранят оружие и порох, и решил захватить ближайший к Бостону арсенал в городе Конкорд. Он полагал, что разоружив колонистов, он сорвёт их планы или же сильно ослабит их. Ночью 18 апреля 1775 года Гейдж отправил отряд в Конкорд, не зная, что колонисты уже извещены о его планах: Пол Ревир ночью предупредил Конкорд о британском рейде. 19 апреля вскоре после восхода солнца авангард британского отряда пришёл в город Лексингтон, где обнаружил вооружённый отряд ополчения. Майор Джон Питкерн приказал им сложить оружие и разойтись, но из-за случайного выстрела началась перестрелка, в ходе которой 8 колонистов были убиты и 9 ранены. Британцы проследовали далее в Конкорд, но не нашли там склада оружия. Снова произошла перестрелка с вооружёнными ополченцами, после чего британский отряд стал возвращаться в Бостон, но ополченцы продолжали вести по ним огонь и их становилось всё больше и больше. Англичане вернулись в Бостон, потеряв 65 человек убитыми и 207 ранеными и пропавшими без вести. Это событие стало известно как Сражения при Лексингтоне и Конкорде.
Утром 20 апреля все подступы к Бостону были заняты армией ополченцев, которых было уже около 15 000 человек. В тот же день их возглавил Артемас Уорд, под руководством которого начала строиться осадная линия. В последующие дни подошли ополчения Нью-Гэмпшира, Род-Айленда и Коннектикута. Джон Адамс лично посетил район боевых действий у Лексингтона и Конкорда и сказал: «Жребий брошен и Рубикон перейдён». Томас Пейн, который ранее воспринимал конфликт колоний с метрополией как исключительно юридическую проблему, теперь изменил своё отношение и в памфлете «Здравый смысл» призвал к сопротивлению «английскому фараону». Джордж Вашингтон, узнав в Маунт-Вернон о произошедшем, сказал: «Некогда мирные равнины Америки теперь будут или залиты кровью, или населены рабами. Грустная альтернатива! Но может ли добродетельный человек колебаться в этом выборе?».

### Второй континентальный конгресс

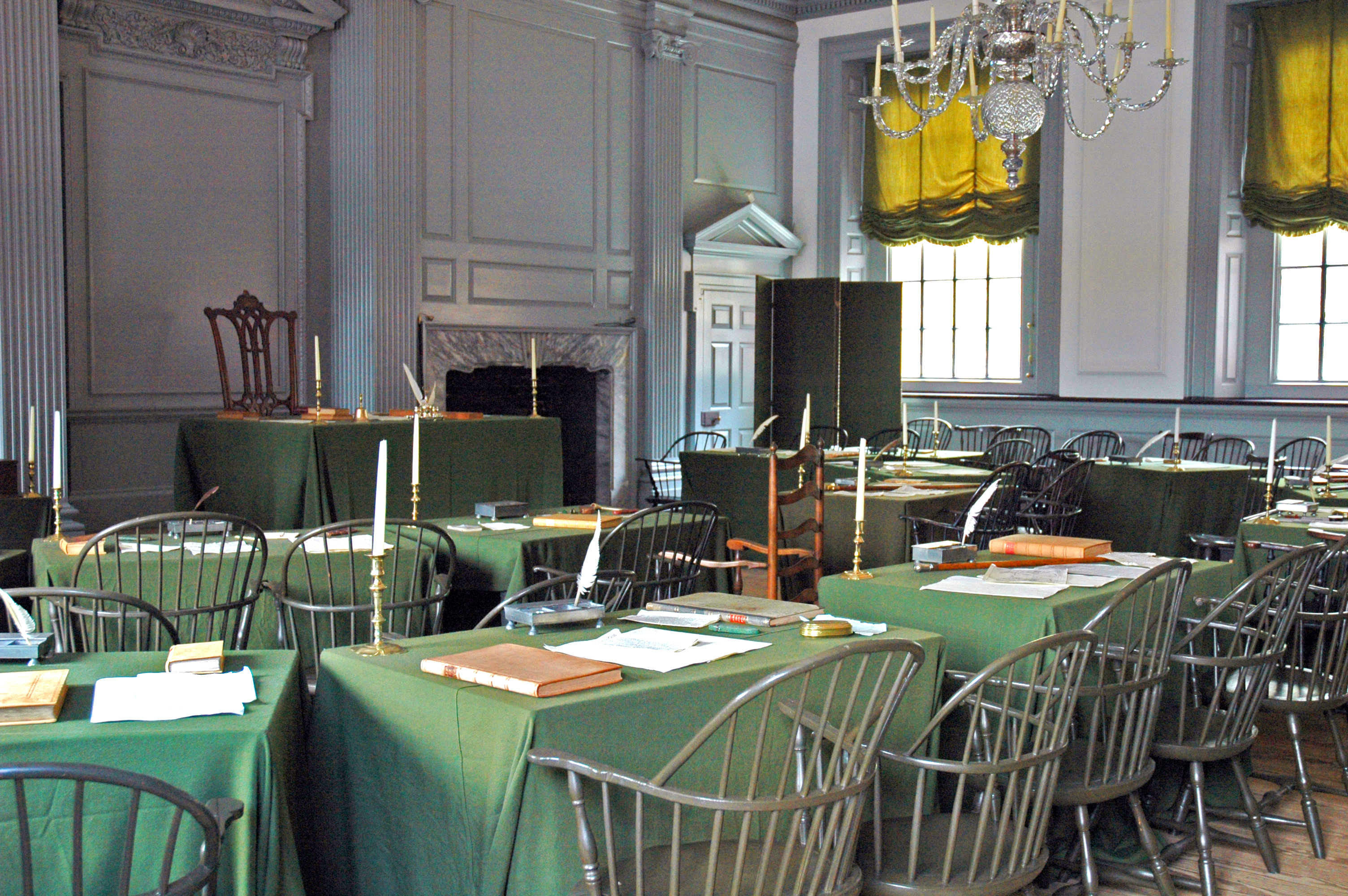
Зал заседаний Конгресса

Тем временем 10 мая 1775 года в Филадельфии собрался Второй Континентальный конгресс 13 колоний, на котором собрались 65 делегатов. На этот раз все они были сторонниками войны с Англией, но расходились во взглядах по многим вопросам. Джон Дикинсон возглавил партию тех, кто желал примирения с Англией, в основном ради сохранения торговых связей. Дикинсон предлагал вести войну и одновременно договариваться о мире на выгодных условиях. Депутаты от Новой Англии были против переговоров, и их лидером стал Джон Адамс. Под влиянием Дикинсона в июле была составлена петиция королю, известная как «Olive Branch Petition», которую Адамс назвал «слабоумием», а Франклин, только что вернувшийся из Англии, считал бесполезной. В это время массачусетские ополченцы уже осаждали Бостон, и депутаты от Новой Англии призывали Конгресс сформировать из них армию, которую бы снабжали все колонии. Но многие опасались, что армия может стать неуправляемой, или что она окажется под командованием северян. Одни не верили в ополчение, а другие боялись постоянной армии.
Наконец, 15 июня Конгресс постановил превратить массачусетских ополченцев под Бостоном в Континентальную армию со сроком службы в один год, и учредил должность главнокомандующего с жалованьем 500 долларов в месяц. На следующий день Джордж Вашингтон был назначен командующим. В те же дни были избраны четыре генерал-майора: Артемас Уорд (второй по старшинству), Чарльз Ли (третий), а также Филип Скайлер и Израэль Патнэм.
Вскоре после этого Томасу Джефферсону, который только что занял своё место в Конгрессе, было поручено составить документ, объявляющий войну Англии. Он был одобрен Конгрессом 6 июля и стал известен как «Declaration of the Causes and Necessity of Taking Up Arms».

## Состояние армий

### Американская армия

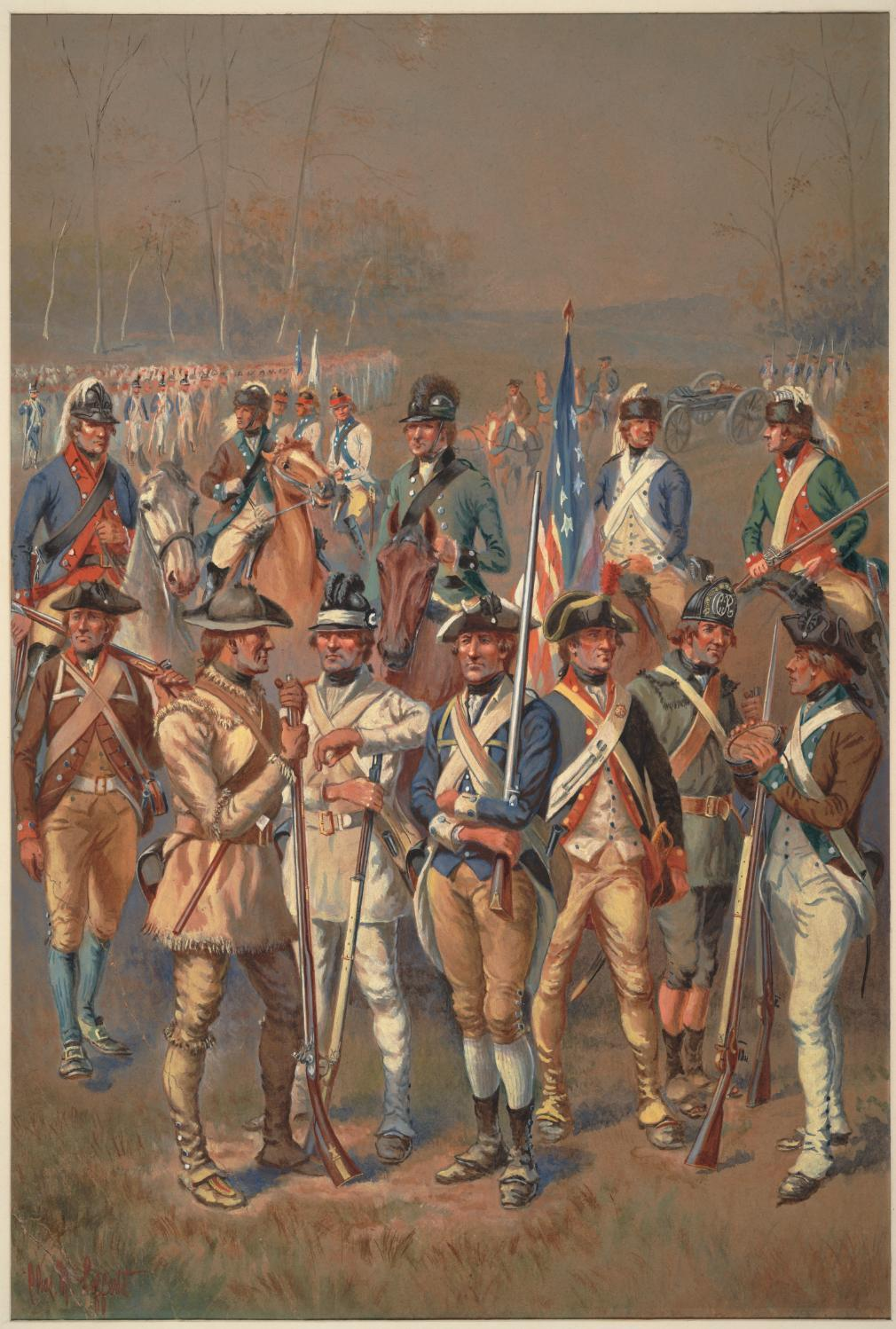
Солдаты Континентальной армии

Американские колонии в начале войны не имели армии в европейском смысле слова. Весной 1775 года против англичан под Бостоном сражалось плохо обученное ополчение. Закон от 1775 года объявил военнообязанными всех мужчин между 16 и 50 годами, но их забирали в ополчение всего на 30 или 60 дней службы. Ополченцы мало подходили для сражений против регулярной армии, но иногда хорошо проявляли себя в боях с лоялистами. Острая потребность в регулярной армии заставила Конгресс сформировать Континентальную армию, хотя колонисты имели стойкое предубеждение против регулярной армии ещё со времён Английской революции. Регулярные войска обычно усиливались ополченцами, а самых опытных ополченцев рекрутировали в регулярную армию. 2 июля 1775 года Джордж Вашингтон был назначен Конгрессом на пост главнокомандующего и возглавил армию размером в 17 000 человек. Эта армия была распущена в конце года, и для кампании 1776 года была набрана новая, которую тоже распустили в конце 1776 года.
26 сентября 1776 года была сформирована новая Континентальная армия, размером в 88 полков, на срок службы в 3 года. Предполагалось, что она будет иметь численность 75 000 человек, но на практике удавалось довести её численность только до 18 000 человек. Эти войска были разделены на три армии: Северную, Главную и Южную. Среди историков не сложилось единого мнения о том, была ли эта армия набрана из идейно мотивированных граждан или же туда шли все, кому нужны были деньги. Так же не ясно, имела ли армия политические взгляды, или была собранием профессионалов, не разбирающихся в политике.
Континентальная армия принимала на службы и иностранных военных, как офицеров (Штойбена или Лафайета), так и целые подразделения (как легион Пуласки). Когда в войну вступила Франция, она тоже стала использовать наёмные войска: примерно пятая часть французских войск была немецкоязычной.

### Британская армия
В 1775 году вся британская армия насчитывала 48000 человек, которые были разбросаны по гарнизонам в Северной Америке, Ирландии, Майорке, Гибралтаре, Африке и на Карибах. Между 1775 и 1778 годами был набран всего один дополнительный линейный полк, поэтому общее количество войск практически не увеличилось. Ситуация изменилась в 1778 году, когда в войну вступила Франция: между 1778 и 1783 годами было набрано 30 пехотных полков, и армия увеличилась до 110 000 человек. Вместе с тем Британии постоянно не хватало войск, особенно после 1778 года, когда их пришлось распределять по всему миру. Если в 1778 году в Америке служили 65 % британской армии, то в 1780 году только 29 %.
Для усиления армии британцы с самого начала войны начали формировать корпуса лоялистов. Первоначально британское правительство не доверяло лоялистам и не решалось увеличивать их численность, но поражения 1777 года заставили их изменить этому правилу. Качество подготовки лоялистских формирований было очень различным, но некоторые отряды проявили себя хорошо. Несколько самых эффективных полков были сведены в 1779 году в так называемый American establishment из пяти полков. Примерно 19 000 человек было набрано в это соединение за всю войну.
Британское правительство привлекло к войне примерно 10 000 индейцев, в основном из ирокезских и алгонкинских племён. Их использовали преимущественно для разведки. Привлечение индейцев вызвало недовольство даже нейтральных американцев и заставило их примкнуть к антибританской стороне.
Нехватка регулярных войск заставила Британию просить помощи войсками у России, а когда та отказалась, то было решено нанять их в Ганновере. Первые ганноверские полки были посланы на Менорку и Гибралтар, чтобы высвободить английские полки для службы в Америке. Были заключены договоры о найме войск с Брауншвейгом, Гессен-Касселем, Гессен-Ханау, Ансбахом, Вальдеком и Ангальтом. Всего в Америке прошли службу 29 166 немецких союзников и наёмников. Качество этих войск было различным: Гессен-Кассельские части оценивались высоко, Брауншвейгские низко, а части из Гессен-Ханау были в итоге признаны вообще непригодными для службы в Америке.

### Стратегия и тактика
Существует представление о Войне за независимость, как о войне иррегуляров против регулярных британских частей, хотя в большинстве случаев обе стороны придерживались классической европейской линейной тактики. Эта война была почти исключительно войной пехотинцев: британцам было сложно переправлять кавалерию в Америку, а американцам было слишком дорого содержать собственные кавалерийские части. Были и новшества: Британия и ранее использовала роты лёгкой пехоты, но теперь стала сводить их в батальоны. Американцы тоже стали использовать отдельные легкопехотные формирования. Важным нововведением стало использование смешанных пехотно-кавалерийских частей для разведки и рейдов: так британцы использовали Британский легион, а французы Легион Лозона. Принципы осадной войны практически не изменились со времён Семилетней войны.

## Боевые действия на континенте
К лету 1775 года британское правительство постепенно осознало, что постепенно втягивается в большую войну. 12 июня генерал Гейдж написал в Лондон, что война неизбежна, а для ведения войны ему потребуется 15 000 человек в Бостоне, 10000 в Нью-Йорке и 7000 в Канаде. Так как сердцем мятежа была Новая Англия, то он хотел отрезать её от Юга, захватив долину Гудзона, а затем разбить повстанцев. Но для такого плана потребовалось бы 30 или 50 тысяч человек, которых надо было доставить из Англии. Никто не представлял себе возможные размеры американской армии: генерал Конвей предположил, что американцы смогут собрать до 150 000 человек. Идея завоёвывать Америку сухопутной армией казалась многим генералам лишённой здравого смысла. Военный секретарь предлагал вести войну исключительно на море: захватить основные порты, перекрыть торговлю и изредка совершать набеги вглубь континента.
С другой стороны, многие королевские губернаторы, в частности северокаролинский губернатор Джозайа Мартин, предлагали подавить восстание ополчениями лоялистов при незначительной помощи регулярных войск. Такая перспектива тогда казалась вполне вероятной, и из-за таких надежд британское правительство не смогло сразу решить, какая армия необходима для подавления мятежа и что именно эта армия должна делать. Гейдж в июле написал, что Бостон неудобен как база, и только в сентябре ему дали разрешение на эвакуацию, но он не смог собрать кораблей для вывоза войск. Только в августе 1775 года парламент принял решение увеличить армию с 33 000 человек до 55 000, но даже такой армии было явно недостаточно для войны в Америке. Поэтому было решено перевести четыре ганноверских полка на Менорку и Гибралтар, а освободившиеся британское полки перевести в Америку.

### Осада Бостона

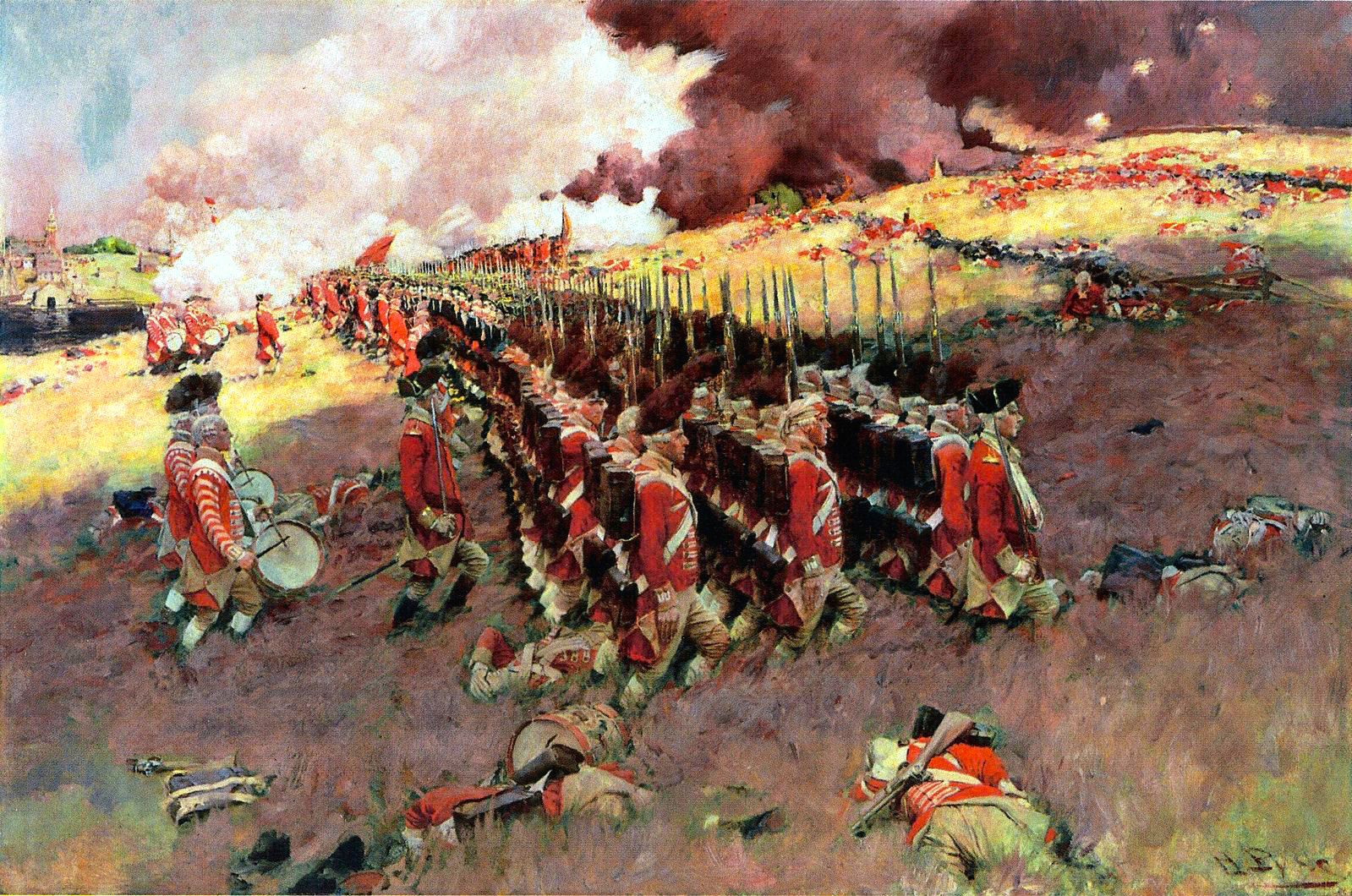
Сражение при Банкер-Хилле

После сражений при Лексингтоне и Конкорде британцы отступили к Бостону, а массачусетские ополченцы окружили город и началась осада Бостона. Утром 20 апреля генерал Гейдж обнаружил, что уже 15 000 ополченцев собрались вокруг Бостона. Командование ополченцами принял Артемас Уорд, главнокомандующий массачусетского ополчения с 1774 года. Под его руководством американцы начали возводить укрепления на случай британской контратаки и вскоре они протянулись на 12 миль. Одновременно Уорд начал решать проблему снабжения армии продовольствием и боеприпасами. Армия под Бостоном сначала состояла исключительно из массачусетцев, но постепенно к ней присоединились ополченцы всех провинций Новой Англии, а заместителем Уорда стал коннектикутский генерал Исраэль Патнэм.
Генерал Гейдж опасался восстания внутри Бостона и не хотел разбрасывать свои силы, и по этой причине не стал занимать Дорчестерские высоты, а также приказал вывести войска с Чарльстонского полуострова. Всех своих боеспособных людей, около 3000 человек он сосредоточил в Бостоне.
С самого начала осады американской армии не хватало орудий всех типов. Чтобы решить эту проблему, малоизвестный ещё капитан Бенедикт Арнольд, предложил напасть на форт Тикондерога и завладеть орудиями форта. 3 мая он получил звание полковника и разрешение напасть на форт, собрал небольшой отряд и 10 мая захватил форт Тикондерога. В плен попали 10 британцев, а также были захвачены 120 железных орудий, две 10-дюймовые мортиры, 10 тонн мушкетных пуль и иное военное имущество. Осталось решить проблему транспортировки захваченного к Бостону.
В начале июня в Бостон прибыли подкрепления из Англии и британская армия увеличилась численно до 7000 человек, в то время как американская армия к этому времени сократилась до 11 000 человек. 12 июня Гейдж принял решение сделать вылазку 18 июня. Но об этом стало известно осаждающим. Уорд решил предпринять контрмеры и 16 июня занял оставленный британцами Чарльстонский полуостров и укрепил высоту Бридс-Хилл. Генерал Гейдж принял решение высадиться на полуострове и атаковать противника с фронта. 17 июня началось сражение при Банкер-Хилле: американцам удалось отбить первую атаку, но второй атакой британцам удалось захватить позиции противника. Однако, потери в этом сражении потрясли британское общество; армия потеряла 1054 человека, в то время как американцы потеряли всего около 400 человек. Была потеряна практически четверть всех британских войск в северной Америке.
В июле 1775 года под Бостон прибыл генерал Джордж Вашингтон, который принял командование Континентальной армией. Он надеялся вскоре атаковать Бостон, но столкнулся с нехваткой пороха. К зиме его положение ещё более осложнилось: у многих военнослужащих стали заканчиваться сроки службы, и пришлось фактически распустить первую армию, и набрать вторую. К февралю 1776 года в его распоряжении снова было 18 000 человек. Генерала Хау часто осуждали за то, что он не воспользовался моментом слабости противника и не атаковал американцев. Но Хау не видел смысла в таком нападении: даже в случае успеха это не дало бы ему никаких преимуществ.
Во время осады Бостона на сторону осаждающих перешёл один его житель, книготорговец Генри Нокс. В ноябре 1775 года он стал полковником и шефом артиллерии Континентальной армии. Он сразу же предложил Вашингтону план доставки тяжёлой артиллерии из форта Тикондерога по озёрам. Ноксу удалось вывезти из форта несколько десятков орудий и доставить их через 300 миль глуши к Бостону в начале февраля 1776 года, эта экспедиция стала известна как Экспедиция Нокса.
2 марта 1776 года американцы вошли на Дорчестерские высоты и начали строить там укрепления. Хау решил атаковать высоты, но ему помешал шторм. Американцы подняли на высоты орудия и теперь могли обстреливать британские укрепления с доминирующих позиций. Положение осаждённых стало безнадёжным, и 17 марта 1776 года британцы покинули Бостон. Было эвакуировано 9000 человек. Это событие празднуется сейчас в Массачусетсе как День Эвакуации. Хау 2 апреля прибыл в Галифакс, где стал ждать усилений для атаки Нью-Йорка, но первые британские подкрепления прибыли только в конце апреля, и не в Галифакс, а в Квебек.

### Вторжение в Канаду

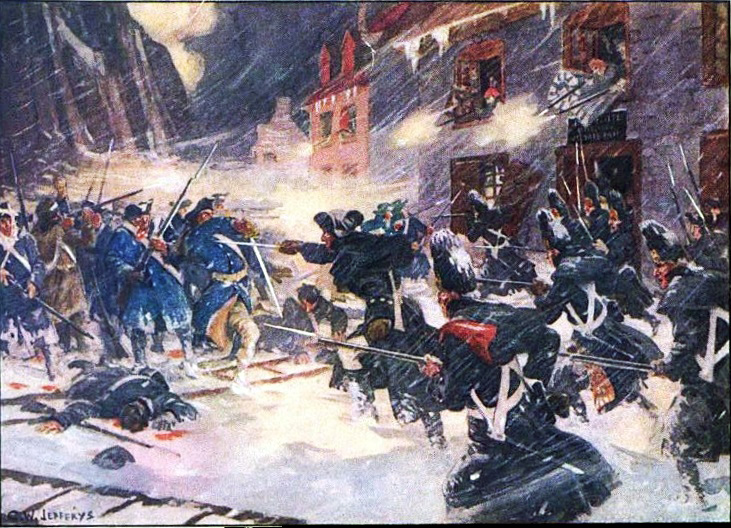
Битва при Квебеке, 31 декабря 1775

Ещё в самом начале Войны за независимость, когда Континентальная армия осаждала Бостон, Континентальный конгресс стал рассматривать возможности вторжения в Канаду. 27 июня 1775 года Филлип Скайлер, командующий американскими войсками в Нью-Йорке, получил указание захватить («если это возможно») часть Канады, пользуясь тем, что британские войска в Канаде крайне немногочисленны. Конгресс надеялся, что франко-канадцы присоединятся к восстанию против Англии. В то же время это должен был быть превентивный удар, так как было известно, что канадское правительство собирает армию. В руках американцев уже находился форт Тикондерога, захваченный 10 мая, но им не хватало людей, продовольствия и транспорта. Скайлер смог собрать всего около 1000 человек, которых он и направил на север под командованием генерала Ричарда Монтгомери.
Монтгомери выступил из форта Тикондерога на Монреаль 25 августа с отрядом в 1200 человек. В это время генерал Бенедикт Арнольд убедил Вашингтона в необходимости усилить Монгтгомери, и собрал свой отряд в 1000 человек, который 11 сентября выступил походом на Квебек. Скайлер не смог возглавить боевые действия из-за ухудшения здоровья, поэтому вторжением в Канаду руководили Монтгомери и Арнольд. Арнольд, пройдя 640 км (400 миль) по глухим лесам, 14 ноября подошёл к Квебеку. В его отряде оставалось всего 600 человек. Этими силами он не мог атаковать Квебек, поэтому стал дожидаться Монтгомери. Между тем Монтгомери 17 сентября осадил форт Сен-Жан около Монреаля, и 3 ноября форт сдался. Монреаль был взят без единого выстрела.
С отрядом в 500 человек Монтгомери выступил на Квебек и соединился с Арнольдом 2 декабря. Монтгомери дважды требовал капитуляции Квебека, но оба раза получал отказ. Он пытался обстреливать город из нескольких орудий, но бомбардировка не дала результата. У американских солдат заканчивались сроки службы, поэтому 31 декабря Монтгомери решился на штурм Квебека, который гарнизон под командование Гая Карлтона отбил с большими потерями для американцев. Почти 400 американцев попало в плен. Монтгомери погиб, а Арнольд был ранен в ногу. В мае на помощь Карлтону прибыли 9000 британских солдат и 4000 гессенцев под командованием генералов Джона Бергойна (который стал вторым по старшинству после Карлтона) и Фридриха Ридзеля.
Американцы отступили от Квебека, а Карлтон получил от госсекретаря лорда Джермейна распоряжение использовать все имеющиеся силы для наступления через озеро Шамплейн на юг, на соединение с британской армией в Нью-Йорке. Карлтон разбил американцев в сражении при Труа-Ривьер 6 июня 1776 года, занял Монреаль и форт Сен-Жан и полностью освободил Канаду от противника. Но для наступления далее, на форт Тикондерога, ему требовалось построить флот. На это ушло всё лето, и только 4 октября Карлтон возобновил наступление силами армии в 10 000 человек и флота из 24 боевых кораблей. Американская армия в это время стояла лагерем у форта Тикондерога. Командовать ею был назначен генерал Горацио Гейтс. Американцы тоже осознавали важность наличия флота, и за лето построили 16 боевых кораблей. 11 октября американский флот под командованием Арнольда встретился с эскадрой Карлтона, но был разбит в морском сражении у острова Валькур. Карлтону удалось очистить от противника озеро Шамплейн и открыть себе путь на юг.
Теперь Карлтону надо было атаковать форт Тикондерога. Гейтс ожидал штурма форта, но Карлтон решил, что укрепления Тикондероги слишком сильны, а зима приближается, и в этом году уже нет шансов взять форт, поэтому отправил армию назад в Канаду. Бергойн был недоволен этим решением и настаивал на атаке форта, но Карлтон не прислушался к его мнению.

### Атака форта Салливан
Ещё в 1775 году губернатор Северной Каролины Джозайя Мартин разработал план подавления протестов в колониях при помощи лоялистов и запросил в Лондоне помощи. 3 января 1776 года ему сообщили, что отряд генерала Корнуоллиса будет направлен в Каролину. Мартин сразу призвал лоялистов вооружаться, и в середине февраля их отряды стали выдвигаться к побережью. Однако, 27 февраля они были разбиты северокаролинскими патриотами в сражении при Мурскрик-Бридж. В то же время, британский флот был задержан штормами и прибыл в Северную Каролину только 18 апреля.
Флотом и пехотой, отправленной на помощь Мартину, командовал Генри Клинтон, который вскоре должен был вернуться и присоединиться к основном армии для атаки на Нью-Йорк. Размышляя о том, куда лучше всего нанести удар своими силами, Клинтон выбрал Чарльстон. 30 мая 1776 года флот вышел из устья реки Кейп-Фир и 4 июня прибыл в Чарльстонскую бухту. У входа в бухту, на острове Салливана, примерно 1000 южнокаролинских ополченцев построили небольшой форт (форт Салливан) из пальмовых брёвен. Общее командование американской армией под Чарльстоном принял генерал Чарльз Ли. 28 июня адмирал Паркер приказал кораблям начать бомбардировку форта Салливан. Форт продержался под огнём 9 часов и нанёс британскому флоту ощутимый урон. Наконец, Паркер отозвал атаку, и таким образом первое нападение на Чарльстон провалилось.

### Декларация независимости

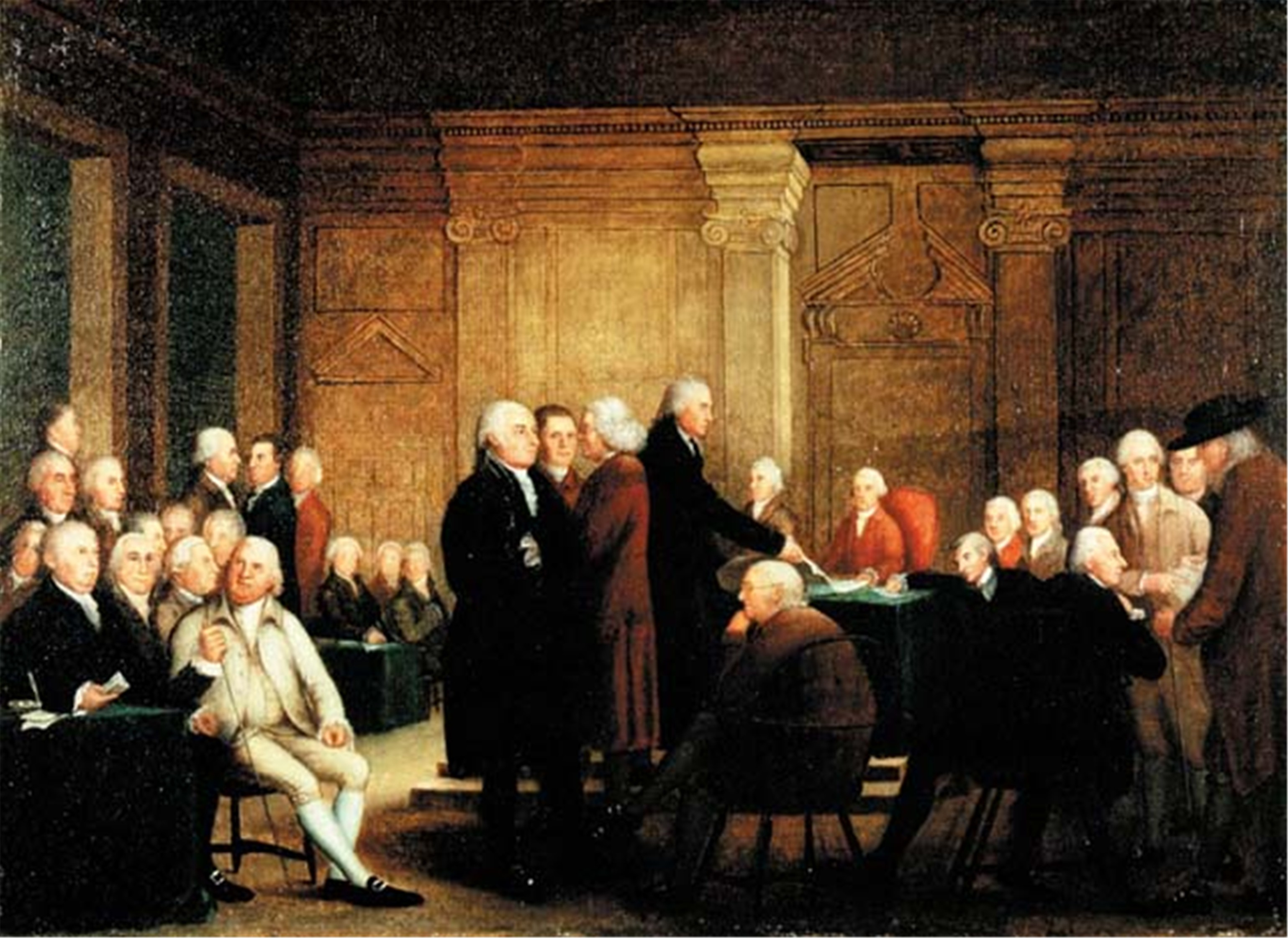
Конгресс голосует за независимость

Когда наступление на Квебек сорвалось, и в мае англичане начали наступать на форт Тикондерога, стало очевидно, что войну невозможно выиграть без помощи Франции, а для договора с Францией необходима независимость. Большинство конгрессменов уже в середине мая пришло к убеждению, что необходимо порвать с Англией и сформировать своё собственное правительство. То, что началось в 1765 году как движение за восстановление автономии, теперь превратилось в борьбу за полную самостоятельность. Однако, прежде чем порвать с Великобританией, Конгресс хотел узнать мнение каждой из колоний. Первой высказалась Северная Каролина: после сражения при Мурскрик-Бридж её ассамблея уполномочила своих делегатов на Конгрессе голосовать за независимость; 23 марта аналогичные инструкции депутатам отправила Южная Каролина, а затем Джорджия. 4 мая Род-Айленд изъял упоминание короля из всех документов и высказался за независимость, 14 мая решение о независимости приняла Вирджиния, 14 июня Коннектикут и Делавэр, а 15 июня Нью-Гэмпшир. Коннектикут при этом уже обладал независимостью на основании хартии 1662 года, поэтому не формировал нового правительства ни не создавал конституции. 22 июня Нью-Джерси прислал на Конгресс новую делегацию, уполномоченную голосовать за независимость. Пенсильвания долгое время была против радикальных мер, но 18 июня решение порвать с Британией было всё же принято. У Мэриленда не было повода к недовольству и в колони хорошо относились к королевскому губернатору, но в итоге 28 июня колония мирно простилась с губернатором и последней, 12-й, присоединилась к остальным независимым колониям; только штат Нью-Йорк не стал разрывать отношения с Англией до июля.
15 мая Вирджинское собрание поручило своим делегатам на Конгрессе предложить официально отказаться от подданства Великобритании. Выполняя это поручение, Ричард Генри Ли 7 июня представил Конгрессу резолюцию, известную как Резолюция Ли. Джон Адамс поддержал резолюцию Ли, призвав объявить независимость, заключить союз с иностранной державой и подготовить план объединения колоний в Конфедерацию. Дебаты вокруг резолюции длились два дня. 11 июня Конгресс постановил отложить обсуждение на три недели, но одновременно распорядился сформировать комиссию из пяти человек для составления проекта Декларации. Фактически всю работу проделал Томас Джефферсон. 1 июля после долгих дискуссий прошло первое голосование: 9 колоний проголосовали за, 2 против и 2 не участвовали в голосовании. Было решено перенести голосование на следующий день. К моменту второго голосования состав депутатов изменился. Вопрос снова обсуждался до вечера и на этот раз Декларация была признана единогласно, всеми 12-ю колониями.
3 июля Джон Адамс написал своей жене, Эбигейл:

Если ты думаешь, что я полон энтузиазма, то нет. Я хорошо понимаю, сколько Труда, Крови и Ресурсов будет нам стоить сохранение этой декларации и защита этих штатов. Но сквозь всю эту тьму я уже вижу лучи будущего Света и Славы. И я вижу, что цель вполне оправдывает все средства. И что потомки победят в этой борьбе, даже если мы проиграем, хотя я верю, что этого не случится.
Оригинальный текст (англ.)– You will think me transported with Enthusiasm but I am not. -- I am well aware of the Toil and Blood and Treasure, that it will cost Us to maintain this Declaration, and support and defend these States. -- Yet through all the Gloom I can see the Rays of ravishing Light and Glory. I can see that the End is more than worth all the Means. And that Posterity will tryumph in that Days Transaction, even altho We should rue it, which I trust in God We shall not. 
— Letter from John Adams to Abigail Adams, 3 July 1776 (англ.). Massachusetts Historical Society. Дата обращения: 10 января 2022.
Решение Конгресса было объявлено 4 июля. 9 июля Вашингтон официально сообщил об этом армии. В тот же день в Нью-Йорке была сброшена свинцовая статуя Георга III и перелита в пули.

### Кампания в Нью-Йорке и Нью-Джерси
Генерал Уильям Хау только 7 июня получил в Галифаксе инструкции от лорда Джермейна, и только 11 июня его флот отбыл к Нью-Йорку. 29 июня его флот подошёл к Нью-Йорку, а 3 июля, за день до объявления независимости, британская армия высадилась на острове Статен-Айленд. С 1 июля начал прибывать флот адмирала Ричарда Хау, а 1 августа прибыла с юга армия Клинтона. Хау свёл все свои наличные силы в семь бригад с резервом. В его распоряжении было более 25 000 человек, но подготовка заняла много времени, из-за чего ему пришлось начинать кампанию уже ближе к осени.
Вашингтон в ту весну не знал планов противника, но был уверен, что будет атакован именно Нью-Йорк, поэтому сразу же после эвакуации Бостона он начал перебрасывать армию на юг, а 13 апреля прибыл в Нью-Йорк лично. Он полагал, что этот город имеет исключительно важное стратегическое значение и его надо удерживать всеми силами. В его распоряжении было 9000 человек в пяти бригадах, из которых одну пришлось отправить в Канаду, а одну он разместил на Лонг-Айленде. К лету его армия достигла формальной численности 28500 человек, но только 19000 были пригодны к полевой службе. Эта армия была не обучена, не дисциплинирована, очень плохо снабжалась, а её офицеры, включая главнокомандующего, почти не имели боевого опыта. Противник мог атаковать с любого направления, из-за чего пришлось держать армию в разных частях Манхэттена и на Лонг-Айленде.

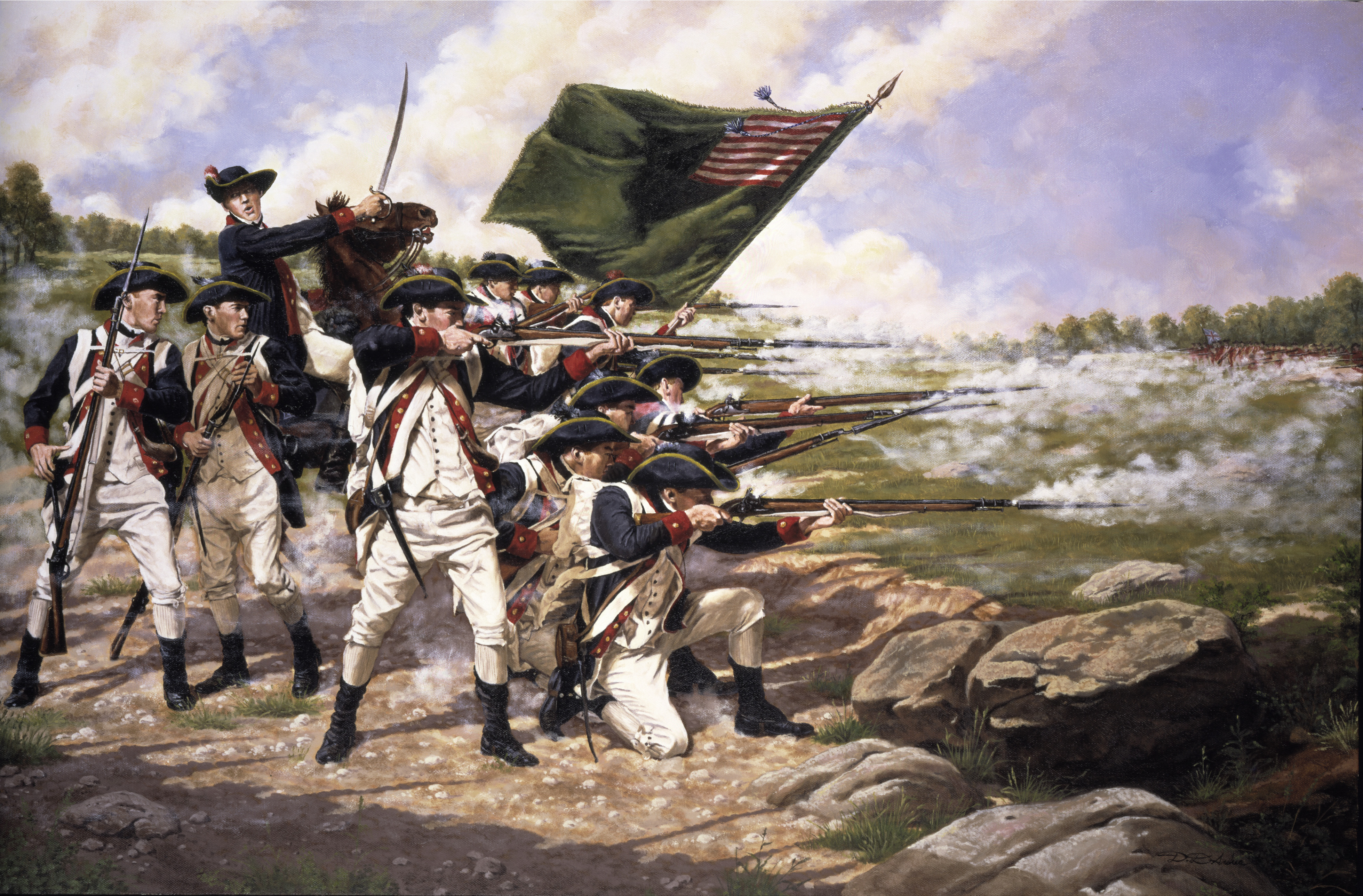
Битва за Лонг-Айленд, крупнейшее сражение Американской революции

Положение армии Вашингтона было ненадёжным, так как она была разбросана по отдельным островам. Военные историки полагают, что Хау мог бы разбить Вашингтона, если бы высадился на Манхэттене, но вместо этого Хау решил предпринять фронтальную атаку на Лонг-Айленде. 22 августа британская армия высадила на острове 22 000 человек и произошло сражение при Лонг-Айленд, самое крупное в истории той войны. Американская армия была разбита и отступила на Бруклинские высоты, потеряв около 1000 человек пленными. Хау решил не продолжать преследования, а приступил к осаде Бруклинских укреплений, не желая терять людей на штурмах. Вашингтон сначала перебросил на свою позицию подкрепления, но затем велел отступить, и в ночь на 30 августа его армия переправилась на Манхэттен. Отсутствие попутного ветра не позволило британскому флоту помешать отступлению Вашингтона.
11 сентября депутаты Конгресса вступили в переговоры с адмиралом Ричардом Хау и прошла Конференция на Статен-Айленде, которая не дала результатов. Генерал Хау возобновил боевые действия: 15 сентября он высадил отряд в 12000 человек в Нижнем Манхэттене, и разбил американское ополчение в сражении при Кипс-Бэй. Повстанцы отступили к Гарлемским высотам, где на следующий день отбили британскую атаку в сражении при Гарлем-Хайс. Генерал Хау решил не продолжать штурм высот, а обойти противника с тыла. 12 октября он перебросил армию на полуостров Фрогс-Нэк, но оттуда не смог развить наступления и высадил её на мысу Пеллс-Пойнт. Небольшая перестрелка около мыса вошла в историю как Бой при Пеллс-пойнт. Вашингтон догадался, что противник намеревается занять высоты у Уайт-Плейнс, поэтому 21 октября начал отвод войск с Гарлемских высот к Уайт-Плейнс. Британская армия по необъяснимым причинам двигалась крайне медленно, и только 28 октября подошла к американским позициям у Уайт-Плейнс.
28 октября произошло Сражение при Уайт-Плейнсе: британцам удалось захватить доминирующую высоту и охватить позиции противника с обоих флангов, но решающей атаки не последовало, а 31 октября Вашингтон отошёл с позиции на север. Генерал Хау не стал его преследовать, а повернул на юг. 14 ноября его армия атаковала и захватила форт Вашингтон; это было одно из самых тяжёлых поражений Континентальной армии в ходе войны. Вашингтон был вынужден начать отступление к реке Делавэр.

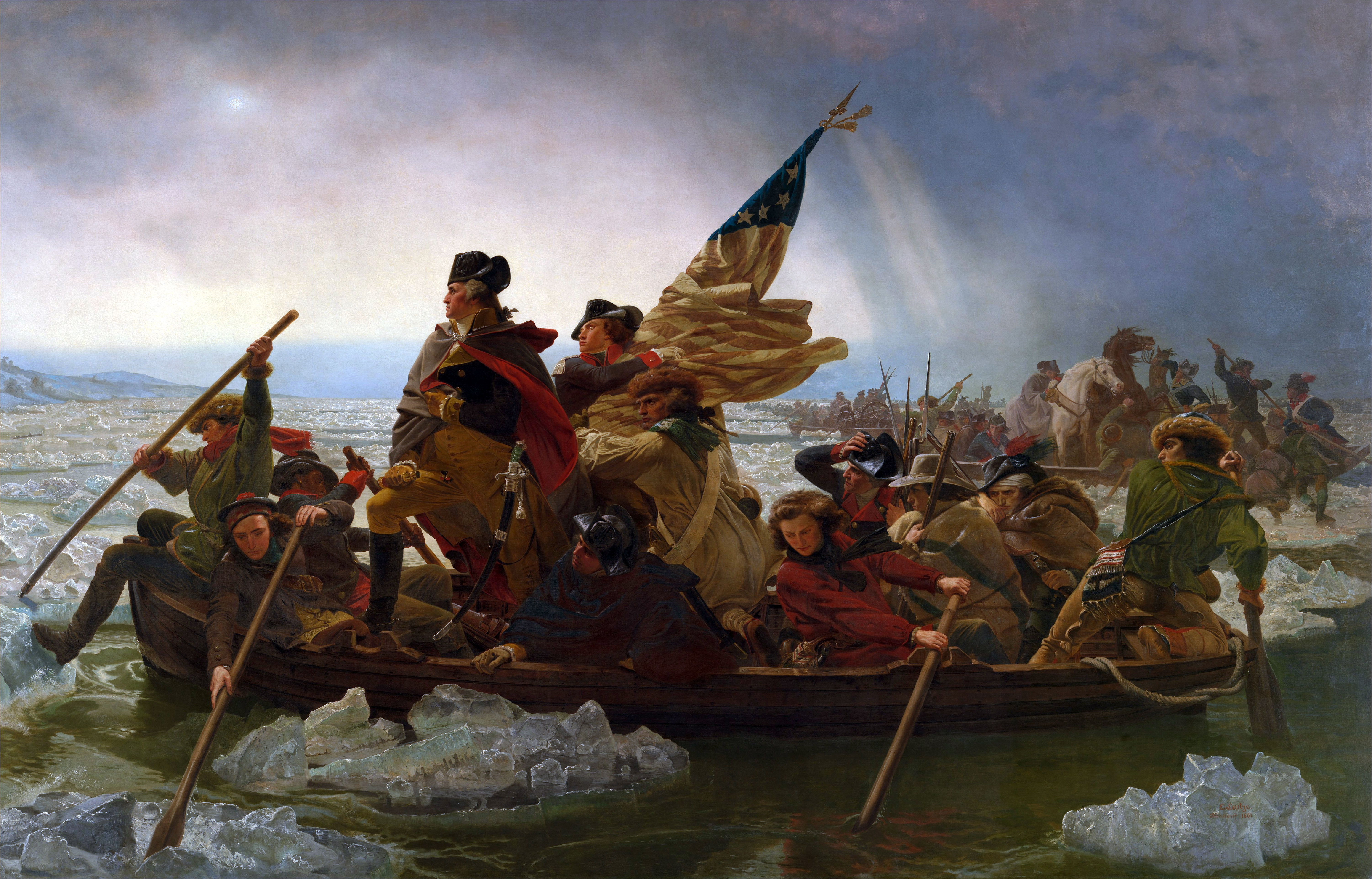
Вашингтон форсирует Делавэр, 25 декабря 1776

Положение армии было настолько безнадёжным, что Вашингтон стал размышлять об отступлении на западные окраины Пенсильвании. Он отвёл армию в Ньюарк, но уже 28 ноября британцы подошли к Ньюарку и Вашингтон отступил к Принстону, а затем к городку Трентон на реке Делавэр. 8 декабря он отступил за Делавэр. У него осталось всего 5000 человек, а у Хау была армия в 10 000 человек, и единственным препятствием на пути к Филадельфии оставалась река, которая могла замёрзнуть в любой момент. Отряд генерала Чарльза Ли, который шёл на соединение с Вашингтоном, был атакован 13 декабря, и сам генерал Ли попал в плен. Генерал Хау не стал продолжать наступление, а вернулся в Нью-Йорк, оставив около Трентона 3000 человек гессенских войск. Вашингтон решил перейти реку и напасть на гессенцев в Трентоне: вечером 25 декабря его армия перешла реку Делавэр, утром 26 декабря атаковала Трентон и в коротком бою разбила три гесcенских полка, после чего быстро отошла назад за Делавэр. Через несколько дней он узнал, что все британские отряды отступили к Нью-Йорку, поэтому 29 декабря снова перешёл Делавэр. Британское командование отправило ему навстречу армию генерала Корнуолиса; 3 января произошло Сражение при Принстоне, в котором британцы были разбиты, но американская армия была так измотана маршами, что была вынуждена снова уйти за Делавэр. Сражения при Трентоне и Принстоне изменили ход войны: моральный эффект от разгрома американцев под Нью-Йорком кончился, и британской армии надо было начинать всё сначала. Хау сообщил лорду Джермейну, что ситуация в Америке после Трентона серьёзно ухудшилась. Он отказался от планов завоевания Новой Англии и решил сосредоточиться на захвате Филадельфии. Хау писал, что нападения американцев на Трентон и Принстон изменили ситуацию гораздо сильнее, чем сначала показалось. Уже почти нет шансов быстро завершить войну одним сражением. Теперь именно Филадельфия должна стать главной целью, всё остальное второстепенно.

### Саратогская кампания

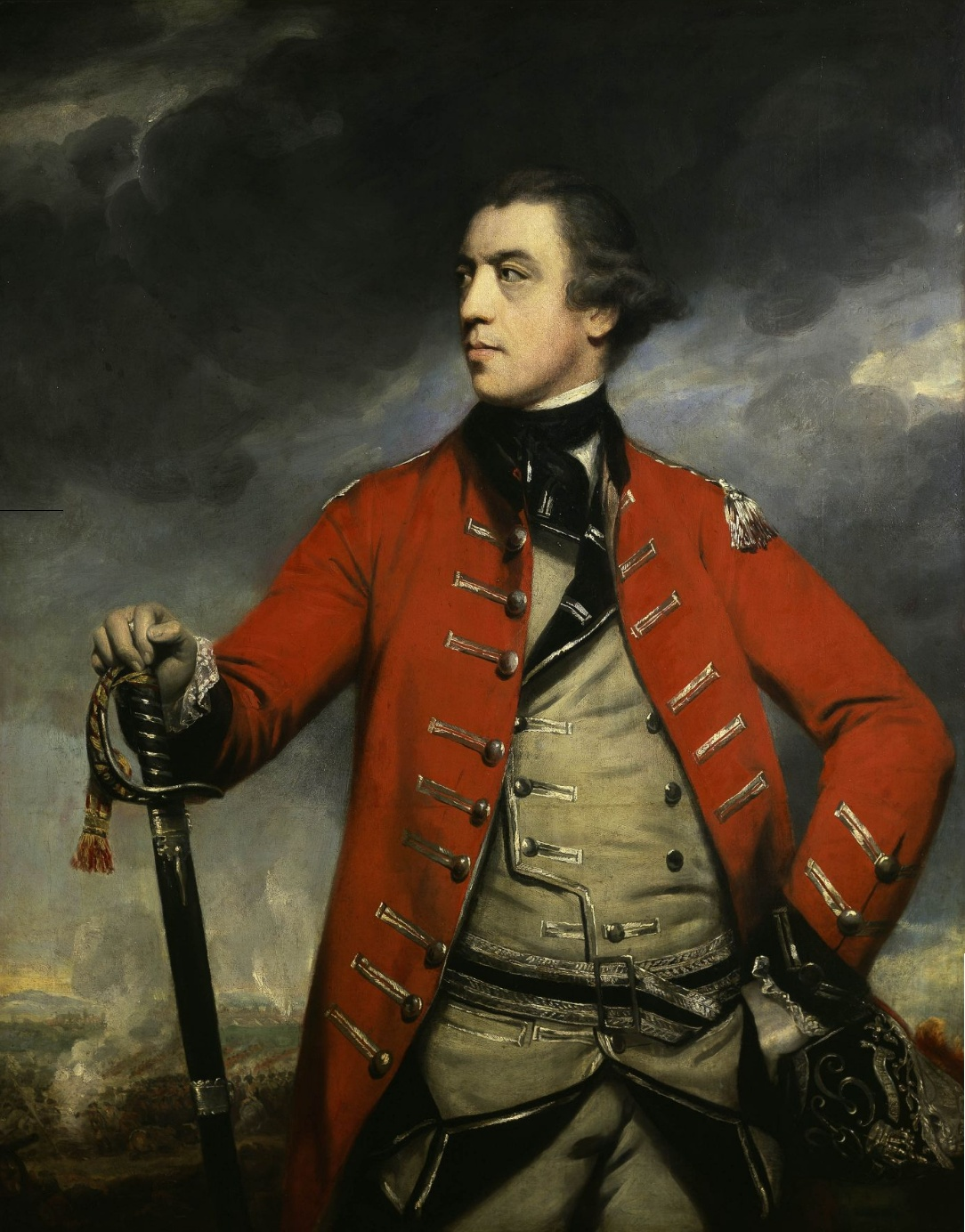
Генерал Джон Бергойн

Когда Британия начала планировать операции на 1777 год, в её распоряжении были две основные армии: армия Гая Карлтона в Квебеке, и армия Уильяма Хау в Нью-Йорке. В Лондоне генерал Джон Бергойн и лорд Джермейн разработали план наступления канадской армии на город Олбани, чтобы таким образом надвое разрезать территорию Колоний. 5 апреля генерал Хау уведомил Карлтона, что не сможет присоединиться к наступлению на Олбани. 6 мая Бергойн прибыл в Квебек и принял командование канадской армией. 18 июня его армия была сконцентрирована в районе современного Платтсберга. Оттуда он начал наступление по озеру Шамплейн к форту Тикондерога, гарнизон которого насчитывал 4500 человек под командованием Артура Сент-Клера. 6 июля началась осада форта Тикондерога. Британцам удалось захватить доминирующую высоту, и это заставило американцев в панике покинуть все укрепления форта. Бергойн сразу же начал преследование по воде и по суше. Отступающие американские отряды были настигнуты и разбиты в сражении при Хаббардтоне.
30 июля Бергойн вышел к реке Гудзон, откуда ему оставалось пройти 50 миль до Саратоги, где стояла американская армия генерала Скайлера. У Скайлера заканчивалось продовольствие, его ополченцы расходились по домам, а Конгресс требовал его отставки. Наконец, 3 августа его сняли с должности и назначили командиром армии Горацио Гейтса. В это время в армии Бергойна тоже стала ощущаться нехватка провизии, поэтому Бергойн послал отряд полковника Баума к городку Беннингтон, где, по его данным, собирались американские ополченцы. 16 августа в сражении при Беннингтоне отряд Баума был разбит ополченцами Джона Старка. Бергойн потерял 1000 человек, то есть, 15 % своей армии.
План Бергойна предполагал, что отряд Бэрримора Сен-Леджера будет наступать на Олбани со стороны озера Онтарио по долине реки Мохок. 3 августа отряд Сен-Леджера осадил форт Стенвикс. Американские повстанцы и их индейские союзники отправились снимать осаду форта, но попали в засаду и были разбиты в сражении при Орискани. Когда была отправлена вторая экспедиция, которую вёл Бенедикт Арнольд, индейцы покинули Сент-Леджера, который был вынужден 22 августа снять осаду форта и вернуться в Квебек. Это была ещё одна небольшая победа, которая подняла боевой дух американской армии.

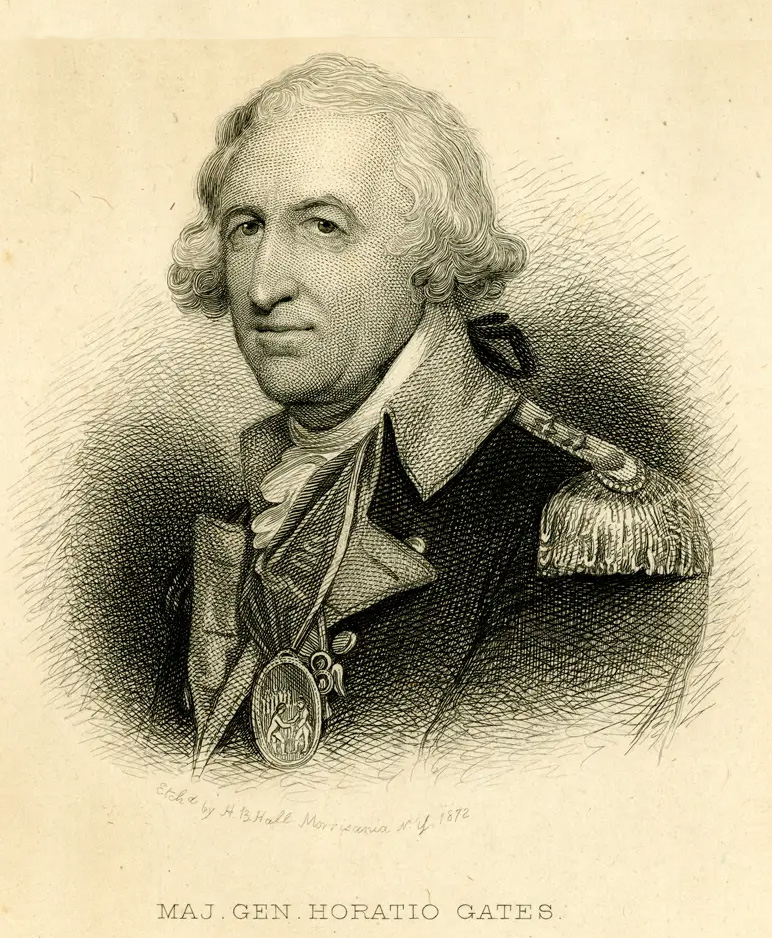
Генерал Горацио Гейтс

После неудачи при Беннингтоне и выделения сил на гарнизон форта Тикондерога армия Бергойна сократилась до 6 000 человек, которым уже не хватало припасов. Но Бергойн решил продолжить наступление на Олбани. 13 сентября его армия перешла Гудзон и встала лагерем у селения Саратога. Армия Гейтса стояла на укреплённой позиции немного южнее. 19 сентября Бергойн начал выдвижение на юг тремя колоннами, что привело к Первому сражению при Саратоге. Бергойн удержал позицию, но потерял 10 % своей армии. Положение Бергойна стало сложным, но он узнал, что генерал Клинитон готовится выступить ему навстречу из Нью-Йорка. Армия Гейтса между тем увеличилась за счёт прибытия подкреплений до 11 000 человек. Утром 7 октября Бергойн отправил часть своей армии, чтобы разведать положение левого фланга американской армии. Началось Второе сражение при Саратоге, в ходе которого британцы были отброшены, а американцы под командованием Бенедикта Арнольда захватили одно из укреплений британской армии. Положение Бергойна стало опасным и он начал отход к Саратоге. 11 октября он оказался под Саратогой в полном окружении. После долгих переговоров 14-17 октября Бергойн согласился на капитуляцию. В плен попали 6000 человек. В это время генерал Клинтон предпринял несколько диверсий со стороны Нью-Йорка и сумел захватить два форта на реке Гудзон, но, узнав про капитуляцию Бергойна, отвёл свои войска. 20 октября гарнизон форта Тикондерога ушёл в Канаду, и на этом Саратогская кампания завершилась.
Битва при Саратоге стала поворотным моментом войны. Британия потеряла одну из двух своих армий в Америке. Повстанцы, боевой дух которых понизился после падения Филадельфии, теперь снова обрели уверенность в своих силах. Что более важно, эта победа повлияла на решение Франции заключить союз с американцами и вступить в войну на их стороне.

### Филадельфийская кампания
Всю зиму и весну 1777 года Вашингтон пытался увеличить численность Континентальной армии, но всё равно к 20 мая в его распоряжении было только 8378 человек пехоты, из которых 2 000 были больны и не пригодны к службе. И основная часть этих войск была едва знакома с основами боевой подготовки и ни разу не участвовала в боях. С этими силами Вашингтон 29 мая занял укреплённую позицию на Мидлбрукских высотах. 14 июня Хау изобразил наступление на Филадельфию силами колонн Корнуоллиса и Де Хейстера, рассчитывая выманить Вашингтона с высот, но тот остался на позиции. Не имея обозов и не желая оставлять армию противника у себя в тылу, Хау прекратил наступление и 19 июня начал отступать. Армия Вашингтона вышла из лагеря и начала преследование, и тогда 26 июня Хау снова пошёл вперёд, надеясь отрезать Вашингтона от Миддлбрукского лагеря. Британцы атаковали дивизию Стирлинга и произошло Сражение при Шорт-Хиллз. Американцы отступили с потерями, но Вашингтон успел отвести армию в укреплённый лагерь. Не добившись ничего, Хау 30 июня отвёл армию на Статен-Айленд.
В это время Бергойн уже начал наступление на Тикондерогу, и Вашингтон гадал, что именно замышляет Хау: наступление на Олбани, на Филадельфию, или переброску в Чарлстон. 8 июля Хау начал погрузку войск на корабли. 9 июля стало известно о падении Тикондероги. Вашингтон был уверен, что Хау пойдёт на Олбани, но Хау 23 июля вышел в море и исчез из виду. Только 31 июля Вашингтон узнал, что британский флот появился в устье реки Делавэр; он сразу же отправил всю армию к Филадельфии. Хау не сразу решил высаживаться на Делавэре; сначала он ушёл в Чесапикский залив, затем вернулся в устье Делавэра и высадился на берег 25 августа 1777 года.
28 августа британская армия начала наступление на Филадельфию двумя колоннами: Корнуоллиса и Книпхаузена. 6 сентября Вашингтон занял позицию на рубеже реки Уайт-Клэй, но противник начал обходить его фланг и он отступил к реку Брендивайн. Утром 11 сентября колонна Книпхаузена подошла к американской позиции с фронта, а колонна Корнуолиса повернула на север и начала марш в обход правого фланга американской армии. К 14:30 они вышли на высоту Осборн-Хилл в тылу американской армии. Началось Сражение при Брендивайне: Вашингтон развернул свой правый фланг фронтом к противнику, но у британцев на этом участке оказалось двойное превосходство в силах, и фланг был разбит. Американцы отступили, бросив на поле боя гаубицу и десять орудий. Континентальная армия была побеждена, но не разбита.

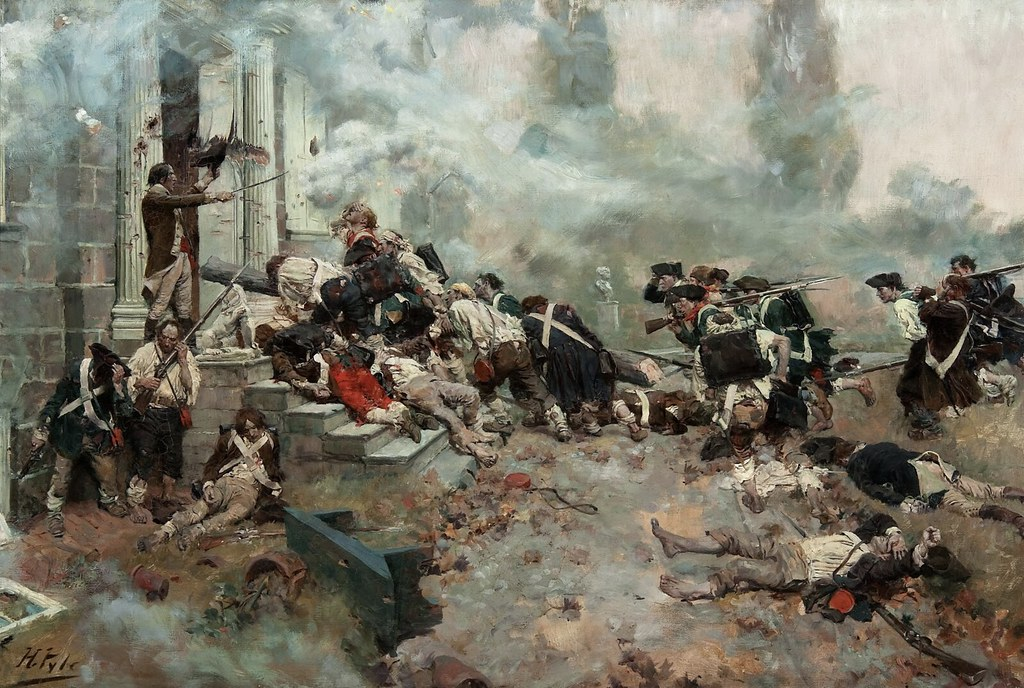
Говард Пил, Сражение при Джермантауне

Континентальный Конгресс снова покинул Филадельфию, а Хау начал наступление 16 сентября и в тот же день встретил армию Вашингтона у таверны Уайт-Хауз. Армии построились и было готовы к бою, но в это время наползли облака, хлынул ливень, и у обеих армия промок порох. Это столкновение стало известно как сражение в облаках. Вашингтон снова отступил. 20 сентября он отправил дивизию Уэйна в обход британской армии для нападения на её тыл, но Уэйн был атакован и разбит в сражении при Паоли. 26 сентября четыре британских полка под командованием Корнуоллиса вошли в Филадельфию. Теперь Хау стоял в Джермантауне, Корнуоллис в Филадельфии, и часть армии была отправлена для конвоя обозов. Вашингтон получил подкрепления, его армия увеличилась до 8000 человек, и он решил, что имеет смысл атаковать Джермантаун. 3 октября его армия выступила на Джермантаун и 4 октября произошло Сражение при Джермантауне: дивизиям Салливана и Уэйна почти удалось прорвать центр британской позиции, но по недоразумению они открыли огонь друг по другу, и началось отступление, которое переросло в бегство. Впоследствии генерал Стивен был уличён в пьянстве во время боя и был отчислен, а его дивизию передали Лафайету.
Два месяца после Джермантауна американская армия ничего не предпринимала, приводя себя в порядок и запасая продовольствие. Капитуляция Корнуоллиса позволила перебросить некоторые подразделения в Пенсильванию. К 29 октября армия насчитывала 8313 континенталов и 2717 ополченцев. На военном совете 25 ноября обсуждалось решение атаковать Филадельфию, но большинство генералов высказалось против. 4 декабря генерал Хау сам выступил из города и 5 декабря атаковать американцев у Уайт-Марш, но Сражение при Уайт-Марш завершилось вничью. Начинались холода, выпал снег, и боевые действия на этом прекратились.

### Зимовка в Велли-Фордж

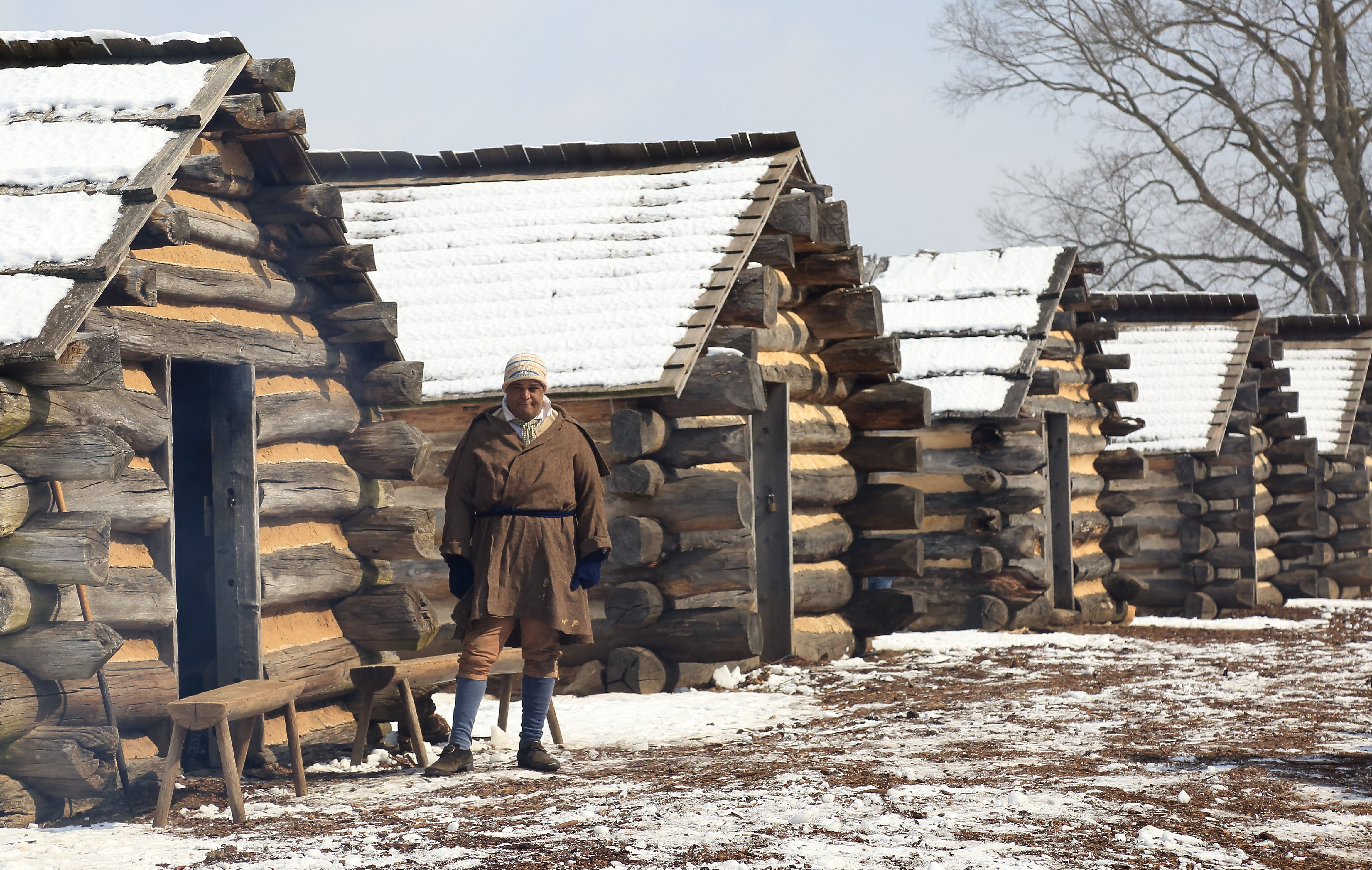
Реконструкция лагеря в Велли-Фордж

В конце декабря 1777 года Континентальная армия осталась почти без одежды и одеял, система снабжения была полностью развалена. 19 декабря она разместилась в укрепленном лагере Велли-Фордж, на берегу реки Скулкилл. Военные жили в тряпочных палатках, но сразу же начали строить бревенчатые домики. Но и эти строения плохо защищали от дождей и ветров, а спать приходилось прямо на земляном полу. В лагере не хватало продовольствия и даже питьевой воды, из-за антисанитарии были случаи заболевания оспой и тифом. Некоторое количество еды удавалось добыть, совершая набеги на британских фуражиров, чем прославился кавалерист Генри Ли. Но всё равно из-за смертности и дезертирства армия Вашингтона сократилась до пяти или шести тысяч человек, из которых лишь половина была пригодна к полевой службе. Эти люди уже имели боевой опыт, умели обращаться с оружием, но им не хватало знаний о маневрировании, построении и действиях в составе крупных подразделений.
В феврале в Велли-Фодж прибыл немецкий офицер, известный как барон фон Штойбен, направленный из Парижа Бенжамином Франклином. Некогда он служил в армии Фридриха Великого, хотя и не в звании генерала, как было заявлено. Вашингтон назначил его инспектором армии и поручил ему тренировать солдат. Штойбен был потрясён состоянием армии. «Что касается военной дисциплины, — писал он потом, — то могу уверенно сказать, что такого явления там не существовало». Он сказал Вашингтону, что ни одна европейская армия не смогла бы воевать в таких условиях. Штойбен лично начал обучать рядовых строевой подготовке, и лично составлял для них письменные пособия. Он взял за основу прусские военные уставы, адаптировав их к американским реалиям. 24 марта 1778 года была начата общая для всей армии программа обучения. В мае был устроен первый официальный смотр. К июню армия была уже относительно готова к боевым действиям.

### Вступление в войну Франции

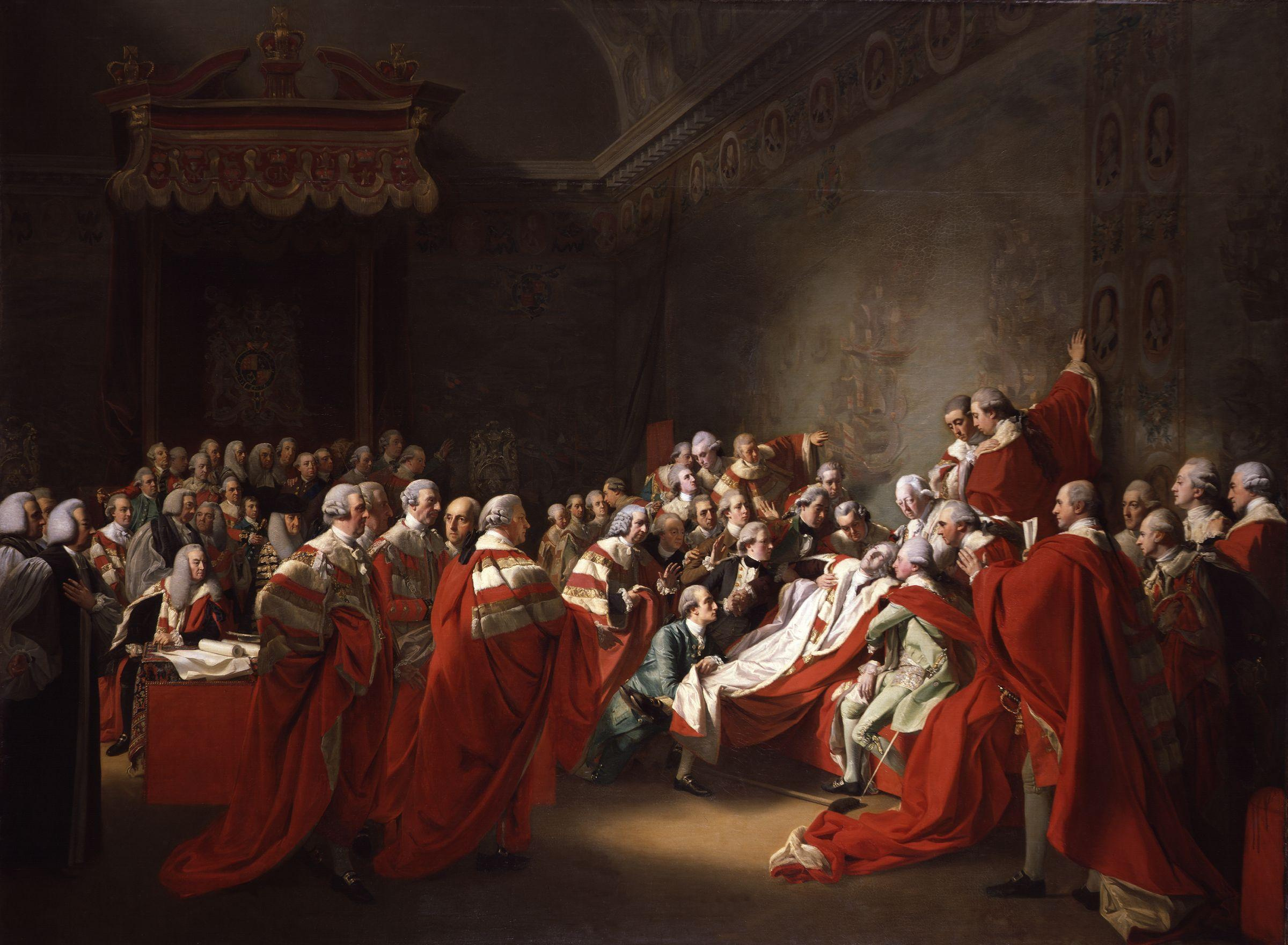
Смерть Уильяма Питта в парламенте, картина Джона Копли

Капитуляция Бергойна под Саратогой не привела к большим материальным потерям, но стала тяжёлым моральным ударом для Англии, воодушевила и колонистов, и британскую оппозицию. Британское общество сразу осознало, что это событие может повлечь за собой вступление в войну Франции. Это привело к патриотическому подъёму, а многие города за свой счёт набрали несколько пехотных полков, некоторые из которых стали потом постоянной частью британской армии (например, 71-й пехотный полк и 72-й пехотный полк). Всего было набрано 12 пехотных полков общей численностью 15 000 человек.
4 декабря 1777 года Бенжамин Франклин, находясь в Париже, узнал о падении Филадельфии и капитуляции Бергойна. 12 декабря французский министр иностранных дел граф Верженн официально встретился с американской делегацией. Король хотел предварительно уведомить о переговорах Испанию, но Верженн уговорил короля поторопиться и начать переговоры без уведомления Испании: в итоге 17 декабря король дал согласие на возобновление переговоров. Франция поставила только одно условие: не отказываться от независимости и не возвращаться под власть британского парламента. 27 февраля 1778 года было принято окончательное решение. 6 февраля был официально подписан Договор о дружбе и коммерции и Договор о союзе. 13 марта французский посол в Лондоне уведомил британскую сторону о заключении договора. 4 дня спустя Англия объявила Франции войну. 4 мая 1778 года Конгресс США ратифицировал оба договора. Договор с Францией был первым международным признанием американского государства.
7 апреля 1778 года Уильям Питт выступил с последней своей речью в парламенте, призвав сограждан воевать хоть бы со всей Европой, но не признавать независимость колоний, однако не окончив речи, он потерял сознание, а через несколько недель, 11 мая, он скончался.
Вступление в войну Франции застало британскую армию разбросанной по множеству постов: помимо Индии, войска стояли в Нью-Йорке, Флориде, Квебеке, Галифаксе, на Ямайке, Гранаде, Тобаго, на Бермудах и на Багамах. Стало очевидно, что в Северной Америке надо перейти к обороне и по возможности сконцентрировать войска. Решено было эвакуировать Филадельфию, а губернаторы Джорджии и Северной Каролины предлагали при помощи лоялистов вернуть контроль над южными колониями, даже если придётся ради этого отказаться от северных колоний. Лорд Джермейн сомневался в надёжности лоялистов, но король заинтересовался этой идеей. Так было принято решение переключить внимание с севера континента на его юг.
Историк Джон Фортескью писал, что при такой острой нехватке войск Британии было бы разумно вообще вывести войска из американских колоний и сосредоточить их на базе в Галифаксе, но были опасения, что это даст американцам свободу рук и позволит им атаковать Канаду или Карибы по своему усмотрению. Присутствие же британских войск в Нью-Йорке создавало постоянную угрозу Новой Англии, и таким образом парализовывало американскую армию.

### Монмутская кампания
Генерал Хау ещё ранее подал прошение об отставке, а в апреле пришло сообщение о её принятии. 8 мая генерал Клинтон прибыл в Филадельфию и принял командование армией, а через несколько дней Хау устроил прощальный вечер офицерам и отбыл в Англию. Клинтон сразу начал готовиться к эвакуации Филадельфии, но понял, что не сможет вывезти армию по морю, и принял решение отступать по суше. Вашингтон старался получить как можно больше информации о положении противника и для этой цели 18 мая отправил отряд в 2200 человек под командованием Лафайета к Баррен-Хиллу. Через два дня британцы атаковали Лафайета и в сражении при Баррен-Хилле едва не уничтожили американский отряд.
18 июня британская армия, численностью около 15 000 человек, покинула Филадельфию и перешла реку Делавэр. В Велли-Фордж известия о эвакуации Филадельфии были встречена одновременно с радостью и беспокойством. По какой-то причине американские генералы так и не решили, как же следует действовать в этом случае. Генерал Натаниэль Грин выступал за немедленное преследование, остальные же генералы предпочитали оставаться в лагере и ждать дополнительных новостей. Всем было очевидно, что не следует рисковать и вступать в генеральное сражение. На совете 24 июня генералы снова высказались против предложения вступить в генеральное сражение. В тот день Вашингтон всё же решил тревожить противника на марше и выбирать удобный момент для общей атаки.

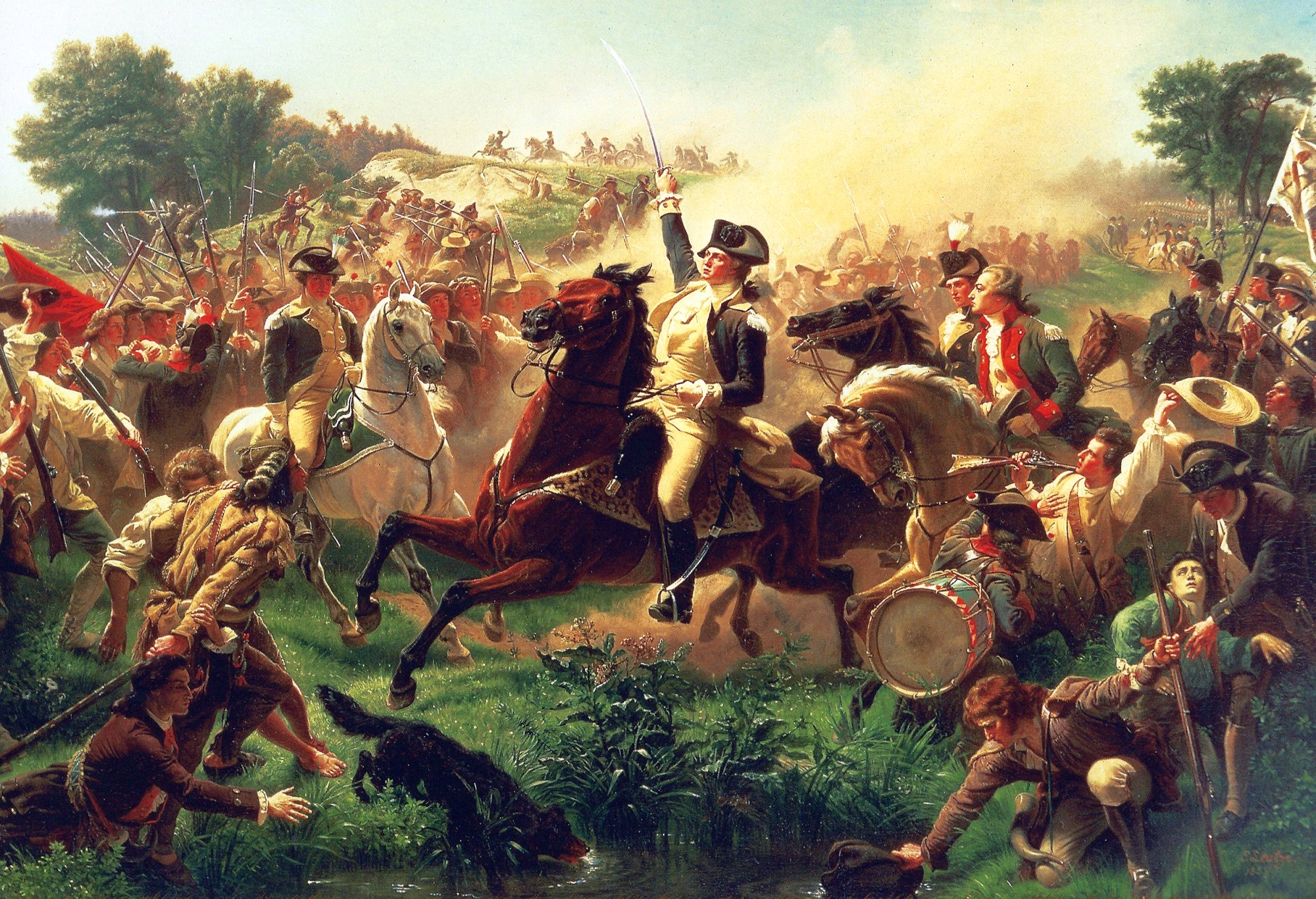
Вашингтон в сражении при Монмуте

25 июня авангард американской армии (три бригады под командованием Лафайета) начал преследование колонны Клинтона, а 27 июня командование авангардом принял генерал Чарльз Ли. Утром 28 июня Ли узнал, что хвост колонны Клинтона находится к селении Монмут, и решил атаковать противника. Клинтон узнал о приближении американцев и решил контратаковать, чтобы дать время обозам уйти. Понимая, что встретил превосходящие силы противника, Ли решил отступить на оборонительную позицию. Так началось сражение при Монмуте. Вашингтон прибыл на поле боя в 12:45, обнаружил беспорядочно отступающий авангард, резко отчитал Ли и сам принял командование. Британцы, преследуя авангард, вышли к основной линии армии Вашингтона, но не стали начинать полноценной атаки. В 22:00 Клинтон приказал отступить и нагонять обоз.
После сражения произошёл конфликт между Чарльзом Ли и Вашингтоном, из-за чего Вашингтон отдал генерала под трибунал с обвинением в невыполнении приказа. Конгресс признал Ли виновным и отстранил от командования на год, но Ли покинул американскую армию навсегда.
Вашингтон проявил себя в сражении способным и харизматичным командиром. Сражение помогло ему победить политических оппонентов: Гейтса, Конвея и Миффлина. Он сумел подать безрезультатное по сути сражение как крупную победу американского оружия. Это помогло ему избегнуть критики до конца войны. Исследователи Лендер и Стоун называли монмутское сражение крупной личной победой Вашингтона.

### Северный театр после Монмута
Сражение при Монмуте стало последним крупным сражением на севере. После сражения Вашингтон отправился с армией к Нью-Йорку, а в устье Делавэра вошла французская эскадра Д’Эстейна. Британский флот успел уйти в гавань Нью-Йорка, куда французские корабли не смогли проникнуть. Тогда было решено атаковать город Ньюпорт: французские корабли подошли к городу 29 июля, а войска Салливана 5 августа, но совместного штурма не получилось. Французский флот скоро ушёл, и Салливан отступил от Ньюпорта. Бои за Род-Айленд, таким образом, окончились неудачей. Вашингтон в это время стоял с армией под Нью-Йорком, удивляясь бездействию Клинтона. Он не знал, что у англичан уже нет достаточных сил для активных операций. Американская же армия под Нью-Йорком насчитывала 11 или 12 тысяч человек. В сентябре её разделили на шесть дивизий: Патнэма, Гейтса, Стирлинга, Линкольна, де Кальба и Макдугалла. В октябре армия получила большую партию мундиров и обуви из Франции и впервые у армии появилось что-то вроде форменной одежды. В ноябре Вашингтон распределил армию по нескольким лагерям вокруг Нью-Йорка. Денег на снабжение армии было достаточно, но проблема была в том, что они стремительно обесценивались.
Зиму и весну длилось затишье, а 28 мая 1779 года генерал Клинтон атаковал форты Стоуни-Пойнт и Лафайет на Гудзоне и быстро захватил их. Вашингтон поручил Энтони Уэйну отбить Стоуни-Пойнт, и 16 июля Уэйн взял Стоуни-Пойнт штыковой атакой. Предполагалось захватить и форт Лафайет, но до этого дело не дошло. Вашингтон приказал вывезти всё ценное из захваченного форта и разрушить его укрепления. Вскоре британцы вернули форт и восстановили укрепления. Штурм форта прославил Уэйна; майор Генри Ли решил добиться такой же славы и 19 августа внезапной атакой захватил форт Паулус-Хук. Он не смог уничтожить пороховые погреба, но захватил много пленных. Боями за Стоуни-Пойнт и Паулус-Хук завершилась кампания 1779 года. К ноябрю Континентальная армия насчитывала 27099 человек, а в Нью-Йорк прибыли подкрепления и теперь там стояло 13 848 регуляров, 10 836 гессенцев и 4 072 лоялиста. Но зимой численность американской армии стала сокращаться и к апрелю 1780 года осталось 10 400 человек.
Весь 1779 год из Пенсильвании поступали жалобы о набегах ирокезов, и в итоге Вашингтон поручил генералу Салливану совершить рейд на индейские поселения. В мае Салливан сформировал дивизию из трёх бригад: Максвелла, Пура и Хэнда, примерно 1400 человек. 31 июля этот отряд начал рейд, известный как Экспедиция Салливана. 29 августа ирокезы и их союзники-лоялисты столкнулись с американской армией и произошло сражение при Ньютауне. Индейцы были разбиты, Салливан разрушил ещё несколько селений и 30 сентября вернулся в Вайоминг. Он отчитался о разрушении 40 деревень. Впоследствии американские историки обвинили его в безжалостном уничтожении самой развитой цивилизации Америки. Кроме того, экспедиция не достигла своей цели, не сумела прекратить нападения индейцев, хотя и нанесла им болезненный урон.
Зимой Вашингтон отвёл армию на зимовку в Морристаун. Эта зимовка считается самой трудной за всю войну. Зима в том году наступила рано, ударили сильные морозы, и даже замёрзла бухта Нью-Йорка. Толщина снега местами достигала 12-ти футов, и такая погода длилась до марта. Армии снова не хватало продовольствия и дело дошло до грабежей. Доллар продолжал обесцениваться: к началу 1781 года за 1 серебряный доллар давали 75 бумажных.
Зимой 1780 Франция решила отправить в Америку крупные сухопутные силы под командованием генерала Де Рошамбо. 10 июля французский флот прибыл в Ньюпорт. Вашингтон предлагал совместное наступление на Нью-Йорк, но французы ждали подкреплений, а Рошамбо не верил, что американцы, при их состоянии финансов, смогут эффективно осаждать Нью-Йорк, и осуждал Лафайета за излишне горячее лоббирование планов Вашингтона. В сентябре Вашингтон отправился на переговоры с Рошамбо в Коннектикут. Он находился в сложном положении: он считал, что именно американцы должны победить англичан, но в его распоряжении было всего 10 000 человек, половина из которых заканчивала службу в январе будущего года. Вашингтон произвёл хорошее впечатление на Рошамбо и его офицеров, но Рошамбо не был готов начинать боевые действия против Нью-Йорка.
Отправляясь на встречу с Рошамбо, Вашингтон ещё не знал, что генерал Бенедикт Арнольд, которому он всегда доверял и которого назначил командиром укреплений Вест-Пойнта, стал агентом англичан и сообщил о поездке Вашингтона в Коннектикут, чтобы они смогли захватить его, но эту информацию англичане получили слишком поздно. 22 сентября Арнольд передал секретные документы британскому офицеру, майору Джону Андре, который случайно попал в руки американцев. 25 сентября Вашингтон, возвращаясь из Коннектикута, посетил дом Арнольда в Вест-Пойнте. В тот же день он получил донесение о задержании Андре и обнаружении бумаг. Арнольд успел скрыться. Не зная масштабов заговора, Вашингтон на всякий случай усилил гарнизон Вест-Пойнта и привёл армию в боевую готовность.

### Западный театр

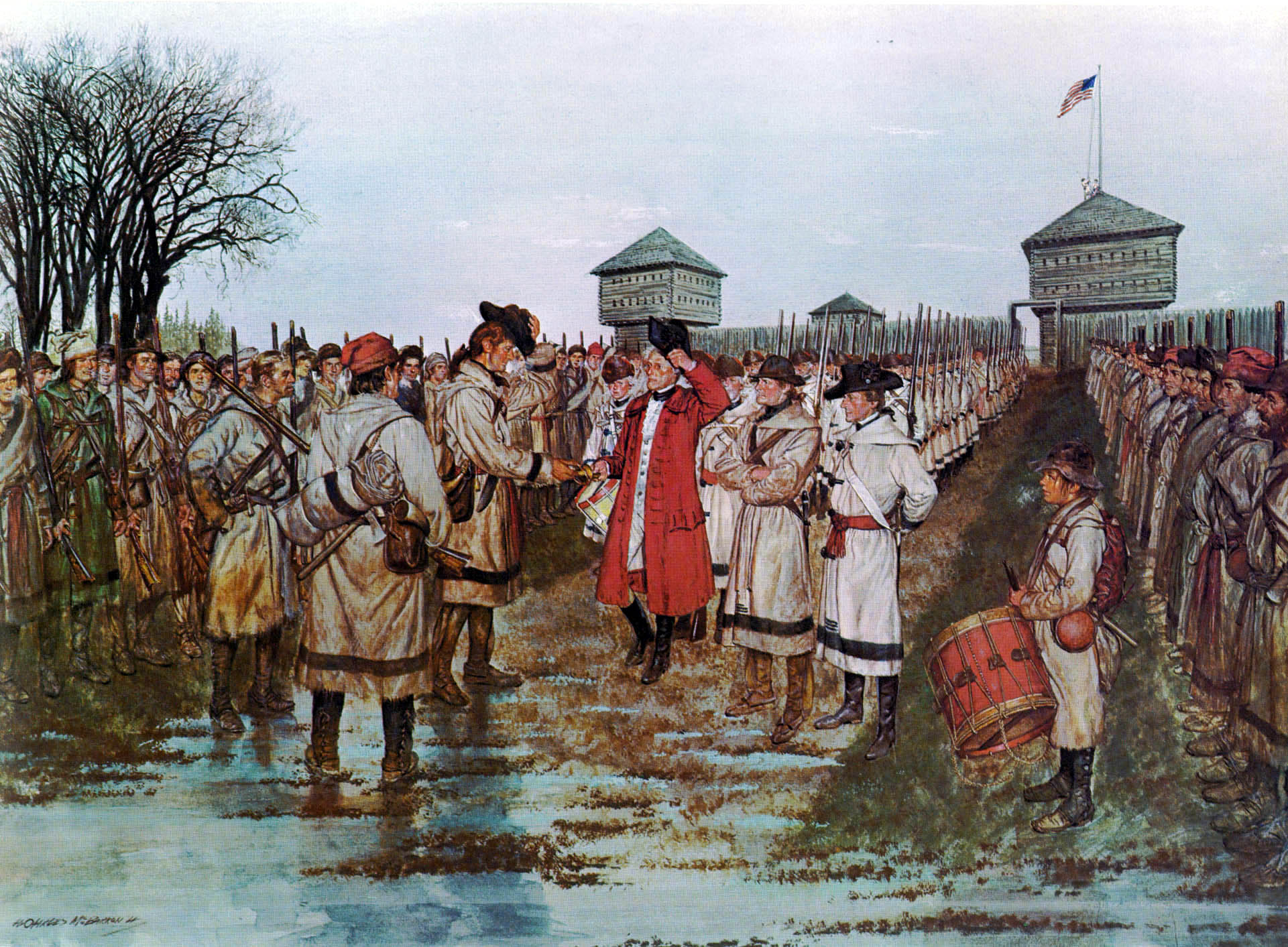
Капитуляция форта Саквилл.

С самого начала войны индейцы и американцы-лоялисты тревожили набегами западные окраины Пенсильвании и округ Кентукки (в то время часть штата Вирджиния). В 1777 году Конгресс поручил Эдварду Хэнду возглавить войска в форте Питт и совершить рейд в долину Огайо, но в сентябре 1778 года этот рейд, известный, как «Кампания Скво», провалился. Тогда Конгресс поручил атаковать Детройт отряду Лэхлена Макинтоша, но и он ничего не достиг. Между тем в мае 1778 года Джордж Кларк собрал армию для нападения на Каскаскию. Этот поход известен как Иллинойская кампания Кларка. Кларк захватил Каскаскию и Винсеннес, но в декабре британский отряд отбил Винсеннес. Отряд Кларка совершил трудный переход по лесам и болотам, атаковал Винсеннес и 24 февраля 1779 года захватил форт Саквилл в Винсеннесе, взяв в плен британский гарнизон. Теперь Кларк полностью контролировал Иллинойсскую территорию. Кларк хотел совершить поход в Детройт в 1779 и в 1780, но не смог собрать подходящей армии. Англичане между тем усиливали Детройт и даже совершили вылазку в Огайо и захватили сотню пленных, которые потом были перебиты индейцами. В ответ Кларк совершил рейд на поселения индейцев шони и делаваров.
1 января 1777 года губернатором испанской Луизианы стал Бернардо де Гальвес, который сразу стал налаживать отношения с индейцами и тренировать ополчения. 21 июня 1779 года Испания объявила войну, и Гальвез сразу же захватил город Натчез. Затем, 28 января 1780 года, он отплыл из Нового Орлеана с отрядом в 745 человек, высадился около Мобила и 10 февраля осадил город. 14 марта Мобил пал. Более серьёзным предприятием была осада крупной крепости Пенсакола. Гальвез собрал в Гаване 4 000 человек и спланировал наступление на Пенсаколу с трёх сторон. 8 марта его флот вошёл в гавань Пенсаколы и началась Осада Пенсаколы. Гарнизон крепости насчитывал 2 000 человек и не собирался сдаваться, но 8 мая взорвался пороховой склад, который разрушил часть укреплений. Гарнизон сдался. Этим событием завершилось британское правление в Западной Флориде, и оно же предопределило судьбу Восточной Флориды.

### Джорджия и Каролины
Британское командование было уверено, что у него много сторонников в южных колониях, и их можно будет подчинить малыми силами. Ещё в марте 1778 года лорд Джермейн порекомендовал генералу Клинтону перебросить часть войск в Джорджию для завоевания южных колоний, но летом у берегов Америки появился французский флот, а британская армия в Нью-Йорке после вступления в войну Франции сократилась на треть. И всё же в ноябре 1778 года Клинтон разделил свои силы и отправил 3500 человек под командованием Арчибальда Кэмпбелла к Саванне, а генералу Прево во Флориде было велено принять участие в кампании частью своих сил. 29 декабря британцы высадились в Джорджии и, не дожидаясь Прево, сходу атаковали американскую армию около Саванны. Американцы были разбиты, а Саванна захвачена. 31 января была без боя занята Огаста, куда начали стекаться лоялисты. После этого Кэмпбелл сдал командование Прево и покинул Джорджию, а Прево 3 марта разбил отряд ополченцев Джона Эша в сражении при Бриер-Крик. Но несмотря на ряд побед, британцам не удалось подчинить Джорджию и обеспечить безопасность американских лоялистов.
29 апреля 1779 года Прево выступил из Саванны с целью атаковать ополченцев генерала Мультри, но тот отступил к Чарльстону, и Прево решил продолжить наступление в этом направлении. 10 мая он подошёл к Чарльстону, но узнал о приближении армии Линкольна и отступил, оставив небольшой отряд в Стоно-Ферри. 20 июня Линкольн атаковал Стоно-Ферри, но был отбит. Летом к берегам Джорджии прибыл французский флот, и английский гарнизон Саванны оказался отрезан от Нью-Йорка. Воспользовавшись этой ситуацией, американско-французская армия 16 сентября осадила Саванну и продержала её в осаде около месяца, но после неудачного штурма осада была снята.

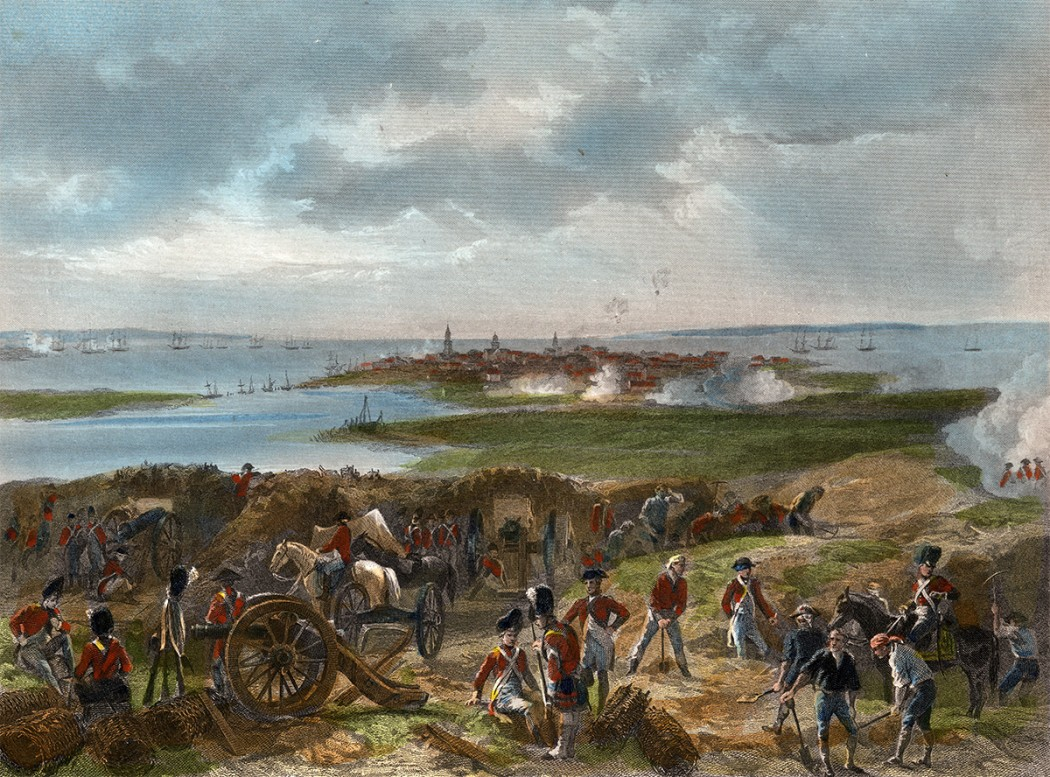
осада Чарльстона

Зимой французский флот ушёл на юг, что позволило генералу Клинтону перебросить на юг большой контингент: 26 декабря его флот покинул Нью-Йорк на кораблях адмирала Арбатнота, и 30 января 1780 года 8500 британцев высадились в Саванне. Оттуда они были 11 февраля переброшены на острова около Чарльстона. Американский генерал Линкольн держал свою армию в Чарльстоне и совершенствовал его укрепления. В конце марта армия Клинтона, увеличенная до 10 000 человек, подошла к Чарлстону, а флот Арбатнота прорвался через отмели в чарльстонскую бухту. Началась осада Чарлстона. 10 апреля Клинтон потребовал капитуляции, но Линкольн отказал. Только 12 мая, когда все пути отхода были перерезаны, генерал Линкольн сдался. В плен попало 5466 человек Континентальной армии и 391 орудие. Во всей Южной Каролине больше не осталось войск для сопротивления.
После капитуляции Чарлстона в Южной Каролине остался лишь небольшой отряд Континентальной армии, который двигался на помощь Чарлстону под командованием полковника Абрахама Бьюфорда. Узнав о сдаче города, он повернул назад, но 29 мая кавалерия Банастра Тарлетон настигла его и разбила в сражении при Уаксхавсе. Впоследствии ходили слухи об особой жестокости Тарлетона и о том, что он приказал убивать даже пленных, из-за чего ему дали прозвище «Кровавый Тарлетон». Британцы полагали, что уничтожение отряда Бьюфорда положит конец сопротивлению, но оно наоборот, вызвало жажду мщения среди колонистов. Генерал Клинтон 8 июня сдал командование на Юге генералу Корнуоллису и вернулся в Нью-Йорк, успев перед этим разместить британские гарнизоны в фортах на территории Южной Каролины.
Когда генерал Линкольн попал в плен в Чарлстоне, командиром американской армии на юге автоматически стал генерал де Кальб, который находился в Северной Каролине с небольшим отрядом континенталов. Так как он был иностранцем, то Конгресс велел принять командование генералу Горацио Гейтсу. 26 июля 1780 года он приказал армии начать наступление к южнокаролинскому городку Кэмден. 7 августа к нему присоединилось северокаролинское ополчение Ричарда Кэсвелла. 9 августа Корнуоллис узнал о наступлении Гейтса и вышел ему навстречу из Чарлстона. Армии встретились ночью 15 августа, а днём 16 августа произошло Сражение при Кэмдене. Гейтс был разбит, Де Кальб погиб в бою. Через два дня, 18 августа, Тарлетон разгромил ещё один отряд американцев в сражении при Фишинг-Крик.
Корнуоллис решил, что лучшим способом защитить Южную Каролину будет вторжение в Северную Каролину, куда отступили остатки армии Гейтса, и которую американцы могли использовать как базу для дальнейших нападений. Он также рассчитывал на набор рекрутов из северокаролинских лоялистов. 8 сентября он выступил из Кэмдена на Шарлотт, но эпидемия лихорадки заставила его задержаться, поэтому Шарлотт был захвачен только 26 сентября, после небольшого сражения при Шарлотте. Для прикрытия своего левого фланга Корнуоллис использовал отряд Фергюсона, состоявший из 1000 лоялистов, но 7 октября в сражении при Кингс-Маунтин Фергюсон был разбит отрядом повстанцев, а весь его отряд уничтожен. Корнуоллис потерял своего самого способного командира, и его левый фланг оказался открыт.

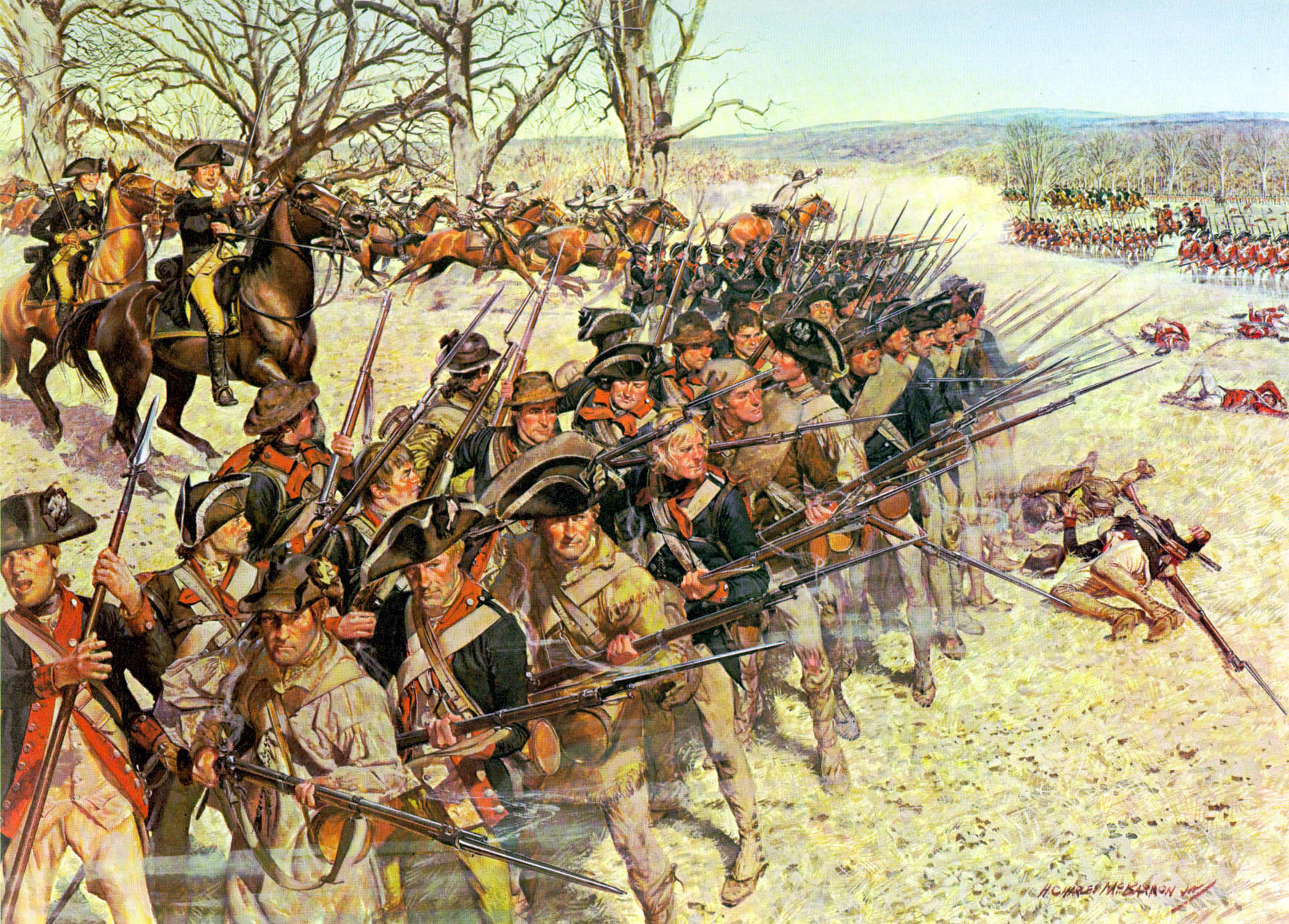
1-й Мэрилендский полк при Гилфорд-Кортхауз

14 октября 1780 года командиром армии Юга был назначен Натаниель Грин, но командование он принял только 3 декабря. К его армии был присоединён отряд барона Штойбена и лёгкая кавалерия Генри Ли. 16 декабря Грин выступил с армией на юг, а отряд Моргана послал к Коупенсу. В это время на усиление Корнуоллиса прибыли 1530 регуляров под командованием генерала Лесли. Корнуоллис отправил отряд Тарлетона для защиты форта Девяносто шестой. Тарлетон обнаружил Моргана около Коупенса 17 января 1781 года и произошло Сражение при Коупенсе: несмотря на невыгодную позицию, Морган наголову разгромил отряд Тарлетона. Это был тяжёлый удар для британской армии, утверждалось даже, что Корнуоллис с отчаяния сломал собственную шпагу
. Он лишился кавалерии, но был намерен разгромить Грина, и начал решительное наступление на его армию, которая начала отступать; началась так называемая «гонка к реке Дан». 13 февраля Грин успел отойти за реку Дан. К началу марта Грин получил подкрепления, развернулся, и начал приближаться к армии Корнуоллиса; 14 марта он пришёл в местечко Гилфорд-Кортхауз. 15 марта Корнуоллис атаковал его и произошло Сражение при Гилфорд-Кортхауз. Грин проиграл сражение, но Корнуоллис потерял почти четверть своей армии (27 %). Он принял решение отступить в Уилмингтон.
29 марта Грин уведомил Вашингтона, что собирается вступить в Южную Каролину, которая в то время оборонялась только лоялистами, разбросанными по отдельным фортам. 23 апреля Ли и Мэрион захватили форт Уотсон. 25 апреля Грин атаковал генерала Роудона и был разбит в сражении при Хобрикс-Хилл, но Роудон после боя решил покинуть город Кэмден. 11 мая британский гарнизон Оранджберга сдался Томасу Самтеру. 12 мая Ли и Мэрион взяли форт Мотт. 23 мая был взят Джорджтаун. 22 мая Грин начал осаду форта Девяносто шестой, но не смог взять форт и 19 июня отступил. В августе Роудона сменил генерал Стюарт, который переместил армию из Чарлстона в местечко Этау-Спрингс. 8 сентября Грин атаковал Стюарта: Сражение при Этау-Спрингс стало последним сражением в Каролинах, и оно же было самым кровопролитным. После этого сражения англичане на юге контролировали только Саванну, Чарлстон и Уилмингтон.

### Вооружённый нейтралитет
Великобритания старалась избегать конфликта с Российской империей и не препятствовала её торговле, но зимой 1780 года Испания по ошибке захватила два российских корабля, предполагая, что те везут пшеницу в Гибралтар. Это едва не привело к войне России с Испанией, но в итоге конфликт был улажен, а 8 марта 1780 года Екатерина II объявила «Декларацию о вооружённом нейтралитете», согласно которому суда нейтральных стран имеют право торговать с любой из воюющих сторон. Это предложение сразу одобрили Испания, Франция и США, позже Голландия (декабрь 1780), Пруссия (май 1781), Австрия (октябрь 1781) и Турция (сентябрь 1782). Это происходило в те дни, когда Великобритания была на грани войны с Голландией, поэтому Великобритания решила объявить Голландии войну, но так, чтобы на сторону Голландии не встала вся коалиция нейтральных стран. В октябре 1780 года англичане захватили американский корабль, на котором обнаружили дипломата Генри Лоуренса и документы, показывающие, что США ведут переговоры с Голландией. Великобритания воспользовалась этим предлогом и 20 декабря 1780 года объявила войну Голландии.
Екатерина II понимала, что истинной причиной войны было присоединение Голландии к нейтралитету и некоторое время размышляла о целесообразности объявления войны Англии. Она запросила мнения Фридриха II, который не выразил желания участвовать в войне, после чего приняла объяснение Великобритании (о том что война не связана с Нейтралитетом) и не стала объявлять войну. Великобритания пыталась предложить России союз, обещая передать ей Минорку, но после некоторых размышлений Екатерина отказалась и от этого предложения.

### Йорктаунская кампания
В первые годы войны на территории Вирджинии не велось боевых действий. Штат производил много табака и соли, поэтому англичанам было выгодно захватить его, но у Клинтона в Нью-Йорке не было для этой цели достаточных сил. Он, однако, решил совершить небольшой набег, и 5 мая 1779 года отправил в Вирджинию флот Джорджа Кольера с отрядом в 1800 человек, которыми командовал генерал Мэтьюз. 10 мая они высадились в Портсмуте и разорили прилегающие окрестности. В декабре 1780 года Клинтон отправил в Вирджинию генерала Бенедикта Арнольда с отрядом в 1600 человек. Тот отплыл 20 декабря, но из-за сильных штормов только 30 декабря прибыл в Хэмптон-Роудс, откуда поднялся вверх по рек Джеймс и 5 января без боя занял город Ричмонд. Вирджинский губернатор Томас Джефферсон был предупреждён о рейде, но оказался не готов к обороне. Тогда Вашингтон сформировал отряд из трёх пехотный полков (1200 чел.) и велел генералу Лафайету идти с этими силами в Вирджинию. 22 января 1781 года сильный шторм рассеял британский флот, поэтому французское командование решило отправить на помощь Лафайету ещё 1200 человек и флот адмирала Детуша. 16 марта 1781 года в бою у мыса Генри британский флот заставил Детуша вернуться в Ньюпорт, из-за чего Лафайет оказался в Вирджинии без помощи.
26 марта 1781 года в Портсмут прибыл ещё один британский отряд, численностью 2600 человек. Им командовал генерал Уильям Филлипс, которому Клинтон поручил принять у Арнольда командование в Вирджинии. В самой Вирджинии помощь Лафайету мог оказать только небольшой отряд Штойбена и ополченцы Мюленберга, Уидона и Нельсона. 18 апреля, пока Лафайет был ещё на марше, Арнольд начал рейд на Ричмонд, где стоял отряд Мюленберга. 25 апреля произошло сражение при Блэндфорде, которое американцы проиграли, но им удалось отступить в порядке. Арнольд занял Питерсберг. После этого армии Филлипса и Арнольда некоторое время разоряли Вирджинию, а затем соединились в Питерсберге.
7 апреля армия генерала Корнуоллиса находилась в северокаролинском Уилмингтоне, и генерал принял решение идти на север, в Вирджинию. 20 мая он прибыл в Питерсберг с отрядом в 1500 человек и соединился с армией Филипса. Через несколько дней прибыли ещё 1500 человек от Клинтона, и британская армия достигла размера в 7200 человек. Лафайет тоже получил подкрепления, но у него было всего 3000 человек. 24 мая Корнуоллис начал наступать на Лафайета, но тот быстро отступил на север за реку Рапидан. Не имея возможности догнать Лафайета, Корнуоллис переключился на другие цели: 1 июня он послал рейнджеров Симко против отряда Штойбена, который успел отступить, но бросил при этом все обозы. 4 июня Корнуоллис отправил Тарлетона в Шарлотсвилл, и тот едва не захватил в плен всё законодательное собрание Вирджинии и самого губернатора Джефферсона. В эти дни Арнольд был отозван в Нью-Йорк, а Лафайет получил подкрепления в виде 800 человек при шести орудиях.
Корнуоллис решил отступить к побережью Чесапикского залива, чтобы оттуда поддерживать связь с Клинтоном в Нью-Йорке, а Лафайет следовал за ним, и его силы возрастали. 16 июня Корнуоллис был в Ричмонде, а 20 июня начал марш на восток и вскоре встал лагерем около Уильямсберга. 23 июня он отправил рейджеров Симко в рейд для захвата и уничтожения складов противника; Лафайет атаковал Симко и произошло Сражение при Спенсерс-Ординари. После этого на некоторое время наступило затишье.

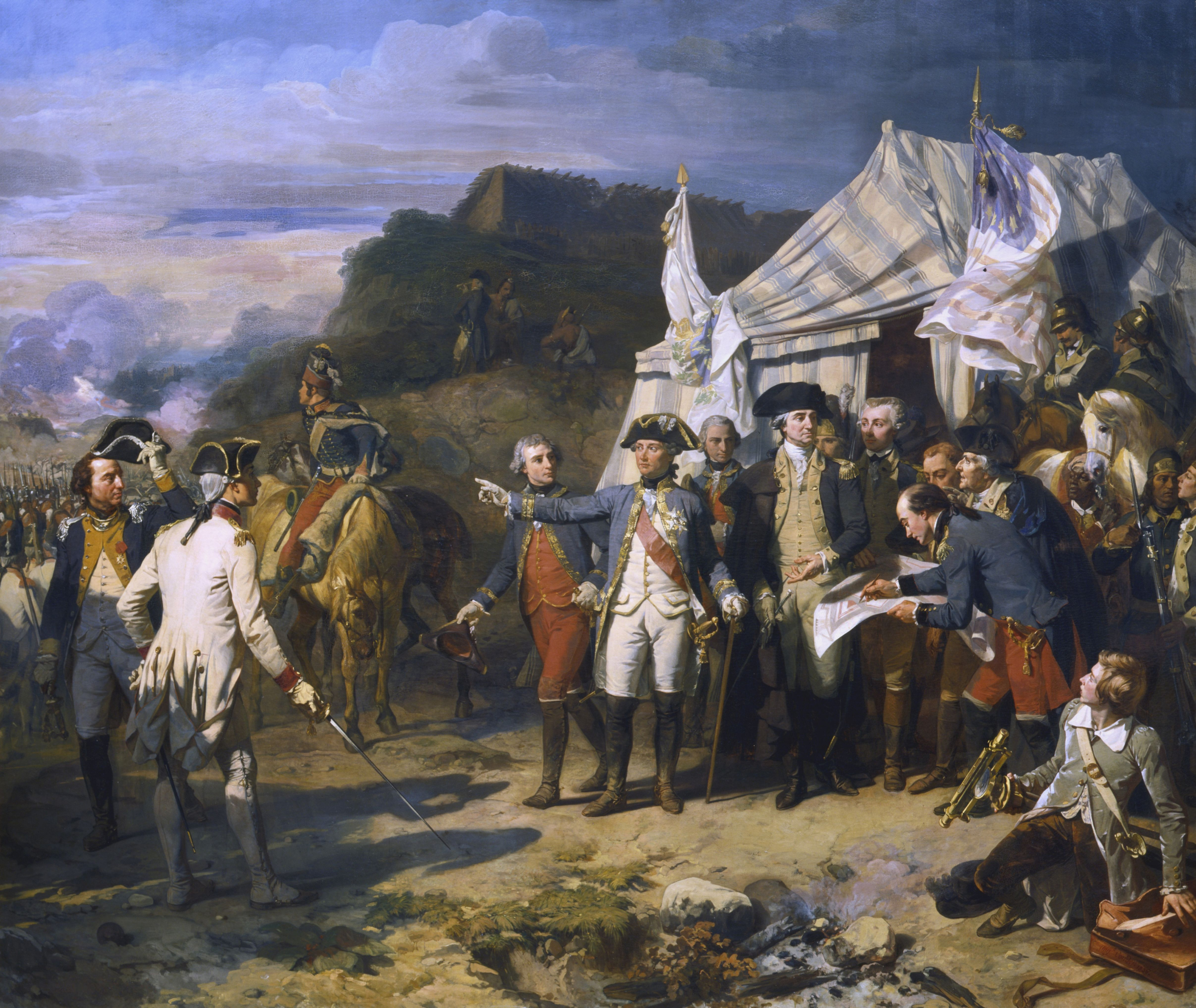
Вашингтон и Рошамбо перед осадой Йорктауна.

В начале июля генерал Клинтон решил вернуть армию Корнуоллиса в Нью-Йорк. Он приказал ей идти для погрузки на корабли в Портсмут, а Лафайет решил воспользоваться этим и атаковать англичан при переправе через реку Джеймс. 6 июля он атаковал Корнуоллиса, но в сражении при Грин-Спринг едва не был разбит. Корнуоллис прибыл в Портсмут и начал погрузку войск на корабли, но 20 июля пришёл новый приказ: занять Йорктаун и создать там удобную базу для флота. Вскоре, 14 августа, Вашингтон узнал, что флот адмирала Де Грасса скоро прибудет в Чесапикский залив и пробудет там до октября. Он немедленно решил воспользоваться этим, взял часть своей армии (около 2000 человек) и армию генерала Рошамбо, и 21 августа выступил на юг, прибыл в Балтимор, погрузил войска на корабли и переправил их на Вирджинский полуостров. Британский флот отправился в Вирджинию, чтобы помешать Де Грассу: 5 сентября произошло Чесапикское сражение, после которого британцы отступили, оставив Корнуоллиса в окружении на Вирджинском полуострове.
28 сентября американская армия (8845 чел.) и французская армия Рошамбо (7800 чел.) выступили из Уильямсберга и в тот же день начали осаду Йорктауна, в котором была сосредоточена вся армия Корнуоллиса, 6000 человек. 6 октября осаждающие начали строить укрепления, затем разместили на них орудия и 9 октября приступили к бомбардировке города. 14 октября несколько французских и американских полков под общим командованием Александра Гамильтона атаковали и захватили два британских редута. Захват редутов позволил 15 октября заложить ещё одну осадную параллель. 16 октября англичане сделали вылазку, но лишь повредили несколько орудий. Корнуоллис надеялся переправиться на северный берег реки Йорк и так вырваться из окружения, но ему помешал шторм. Тогда утром 17 октября он отправил парламентёра на переговоры.
18 октября были согласованы условия капитуляции, 19-го они были подписаны обеими сторонами и в 14:00 британская армия вышла из укреплений Йорктауна и сложила оружие. Сам Корнуоллис уклонился от участия в церемонии. Гарнизон крепости Глостер тоже сдался, при этом Тарлетон так же не участвовал в церемонии капитуляции, опасаясь за свою жизнь. Всего сдалось 7247 человек, в руки американцев попало 244 орудия. Конуоллис был условно освобождён через несколько дней и вернулся в Нью-Йорк. 22 октября Тенч Тилгман принёс в Конгресс новости о победе. 25 ноября новости дошли до Лондона, и глубоко потрясли лорда Норта, который долго ходил туда-сюда, восклицая «О Боже! Всё пропало!». Капитуляция Корнуоллиса стала фактическим концом войны. Отдельные перестрелки происходили и позже но, как писал Джон Фортескью, история Войны за независимость США закончилась под Йорктауном.

## Вест-Индия
Вест-Индские колонии Британии всегда зависели от поставок продовольствия из Североамериканских колоний, и от сбыта сахара и индиго в те же самые колонии, поэтому война за независимость тяжело отразилась на экономике колоний Карибского моря. Это быстро привело к антибританским настроениям: Бермудские Острова открыто выступили на стороне американцев, на Багамах начался почти открытый мятеж, а Подветренные острова сначала начали нападать на американских торговцев, но затем всё же склонились на американскую сторону. Франция уже осенью 1778 года перешла в наступление на Карибах: 8 сентября отряд с Мартиники напал на Доминику и вынудил британский гарнизон к капитуляции. Но уже в декабре прибыл британский флот коммодора Уильяма Хотема и захватил остров Сент-Люсия. 14 декабря к острову подошла французская эскадра и произошло морское сражение при Сент-Люсии, после которого французский флот отступил. Чрез несколько дней сухопутное сражение за Сент-Люсию завершилось победой британской армии.
В июне 1779 года на Карибы прибыл флот адмирала Д’Эстена и захватил Сент-Винсент, а 4 июля захватил Гренаду. 6 июля адмирал Байрон атаковал французский флот у Гренады, но в морском сражении у Гренады был разбит.
В августе 1779 года флот ушёл в Европу, оставив на островах достаточно войск (часть из них не успели вернуть в Нью-Йорк), но наступил нездоровый сезон и увеличилась смертность от болезней. В декабре главнокомандующим на островах был назначен генерал Джон Воган, который прибыл на Барбадос в феврале. Он собрал разбросанные по островам гарнизоны и 10 марта вывез их на Санта-Люсию; уже 22 марта французский флот подошёл к Мартинике, а 23 марта адмирал Де Гишен собирался атаковать Санта-Люсию, но не решился, и вернулся к Мартинике. Появление французских кораблей сделало невозможным наступательные операции британской армии, поэтому Воган перешёл к обороне. 17 апреля английский флот атаковал французов, но сражение при Мартинике окончилось ничьей. В июне подошла испанская эскадра, и положение британских гарнизонов стало совсем трудным (союзники имели 34 корабля против британских 18-ти). Но в июле на французском флоте начались эпидемии и он ушёл в Европу. 10 октября на острова обрушился ураган, который разрушил все строения, испортил запасы пороха и выбросил на берег все корабли. Начались восстания рабов, и военным, ослабленным эпидемиями, пришлось их подавлять. Однако ураган уничтожил тропический лес и сделал климат острова более здоровым.

## Завершение войны
Новости о капитуляции Корнуоллиса пришли в Англию 25 ноября, и король сообщил их парламенту. Было решено продолжать войну в 1782 году. 11 февраля 1782 года лорд Джермейн подал в отставку с поста госсекретаря по делам колоний, а 27 февраля генерал Конвей приказал прекратить все наступательные действия в Америке. 22 марта подал в отставку лорд Норт, и к власти пришло Второе правительство Рокингема. Между тем французы захватили острова Синт-Эстатиус и Сен-Мартен, а весной 1782 года захватили остров Сент-Киттс. Французы и испанцы стали готовиться к захвату Ямайки, но 25 февраля к флоту адмирала Худа присоединился флот адмирала Родни и 9 апреля произошло Сражение у островов Всех Святых, самое крупное морское сражение XVIII века. Французский флот был разбит, и Ямайка спасена. Но в то же время в Средиземноморье испанцы осадили Минорку и взяли её 5 февраля 1782 года. Осаждённый Гибралтар ещё держался, хотя силы гарнизона таяли.
4 марта 1782 года парламент Англии постановил начать мирные переговоры и заявил, что «объявляет врагами Его Величества и Страны всех тех, кто будет советовать или иначе содействовать продолжению наступательной войны на Американском континенте». Официальный отказ от войны за колонии был большим унижением для Англии, но на это пришлось пойти ввиду неудачных кампаний в Америке, нехватки денег, а также, по словам адмирала Джервиса, из-за «безумного состояния наших кораблей». Георг III смирился с неизбежным, хотя и надеялся вернуть часть колоний дипломатическим путём и мечтал создать союзное государство по образцу того, что было образовано в Ирландии в апреле 1782 года.

В правительстве Рокингема госсекретарями были Шелберн и Фокс, и оба хотели контролировать процесс переговоров, из-за чего в Париж были направлены сразу два посла. Вскоре Фокс подал в отставку, а затем, 1 июля, внезапно умер Рокингем, и Шелберн стал премьер-министром. Переговоры продолжились. Положение в Америке казалось безнадёжным, но победа у острова Всех Святых и успехи под Гибралтаром улучшили положение Великобритании. Она несла огромные убытки, но имела возможности продолжать войну, в то время как силы её противников были на исходе.

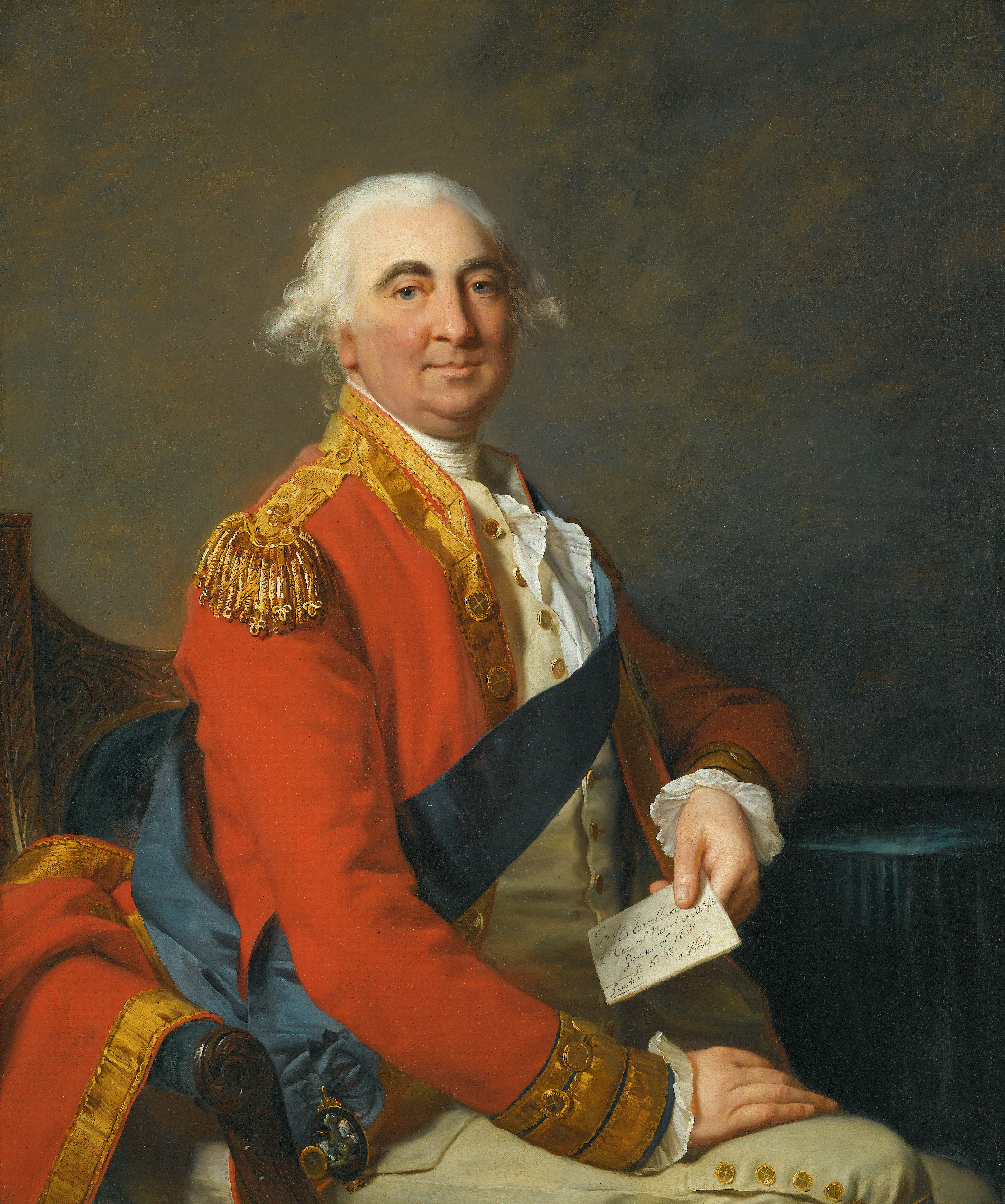
Граф Шелберн, премьер-министр Великобритании.

Между тем Верженн начал разрабатывать свои собственные планы послевоенного устройства. Он надеялся, что американцы признают Квебекский акт, уступив Британии земли к северу от реки Огайо, а к югу от Огайо будет создана Индейская территория под покровительством Испании или США, что лишит США доступа к реке Миссисипи. Он так же был готов лишить США доступа к рыбным промыслам Ньюфаундленда. Как только Джон Джей узнал об этом, он сразу, по личной инициативе, отправил посла к лорду Шелберну, чтобы сообщить о готовности США пойти на сепаратные переговоры. Лорд Шелберн ухватился за эту возможность и отправил на переговоры Ричарда Освальда. Эти переговоры начались в октябре 1782 года, и в том же месяце в Париж прибыл Джон Адамс, который решительно поддержал позицию Джея. Франклин сначала не одобрял идею сепаратного мира, считая это нарушением договорённостей с Францией, но поскольку Верженн фактически сам отступил от условий договора, то Франклин в итоге склонился на сторону Адамса. Британия готова была уступить США все земли за Аллеганскими горами и готова была признать право американцев ловить рыбу у Ньюфаундленда (но не право сушить её в Ньюфаундленде).
30 ноября 1782 года США (в лице Джона Джея) согласились на сепаратные переговоры с Англией. В преамбуле договора было оговорено, что это временное соглашение, а основное будет заключено уже после мире между Францией и Британией. Верженн, узнав о сепаратном мире, пожаловался Франклину на такое нарушение договорённостей, но Франклин ответил, что американская сторона, возможно, виновата в некотором нарушении протокола, но не более того. Верженн остался недоволен, хотя на отношения США с Францией это никак не повлияло. 20 января 1783 года Англия подписала предварительное перемирие с Францией и Испанией. По условиям перемирия Англия уступила США все земли в Америке до Миссисипи. Франция получила остров Табаго. Испания получила остров Менорка, и всю Флориду. Европейские государства почти ничего не выиграли от войны, а Франция оказалась на грани банкротства.
Заключённый Шелберном мирный договор вызвал негодование и оппозиции и всей нации. Казалось, что Шелберн уступил американцам слишком большую территорию и что лоялистов фактически бросили на произвол судьбы. Джон Кавендиш отказался признать договор и требовал внесения правок. Тогда 24 февраля правительство Шелберна подало в отставку. Дипломаты, ведущие переговоры с американцами, были отозваны из Парижа, и вместо них были отправлены герцог Манчестер и Дэвид Хартли. Они пытались изменить условия договора, особенно в части отношения к лоялистам, но им это не удалось. В итоге 3 сентября 1783 года договор был подписан на тех же самых условиях, которые согласовал лорд Шелберн, и за которые он фактически и был смещён.

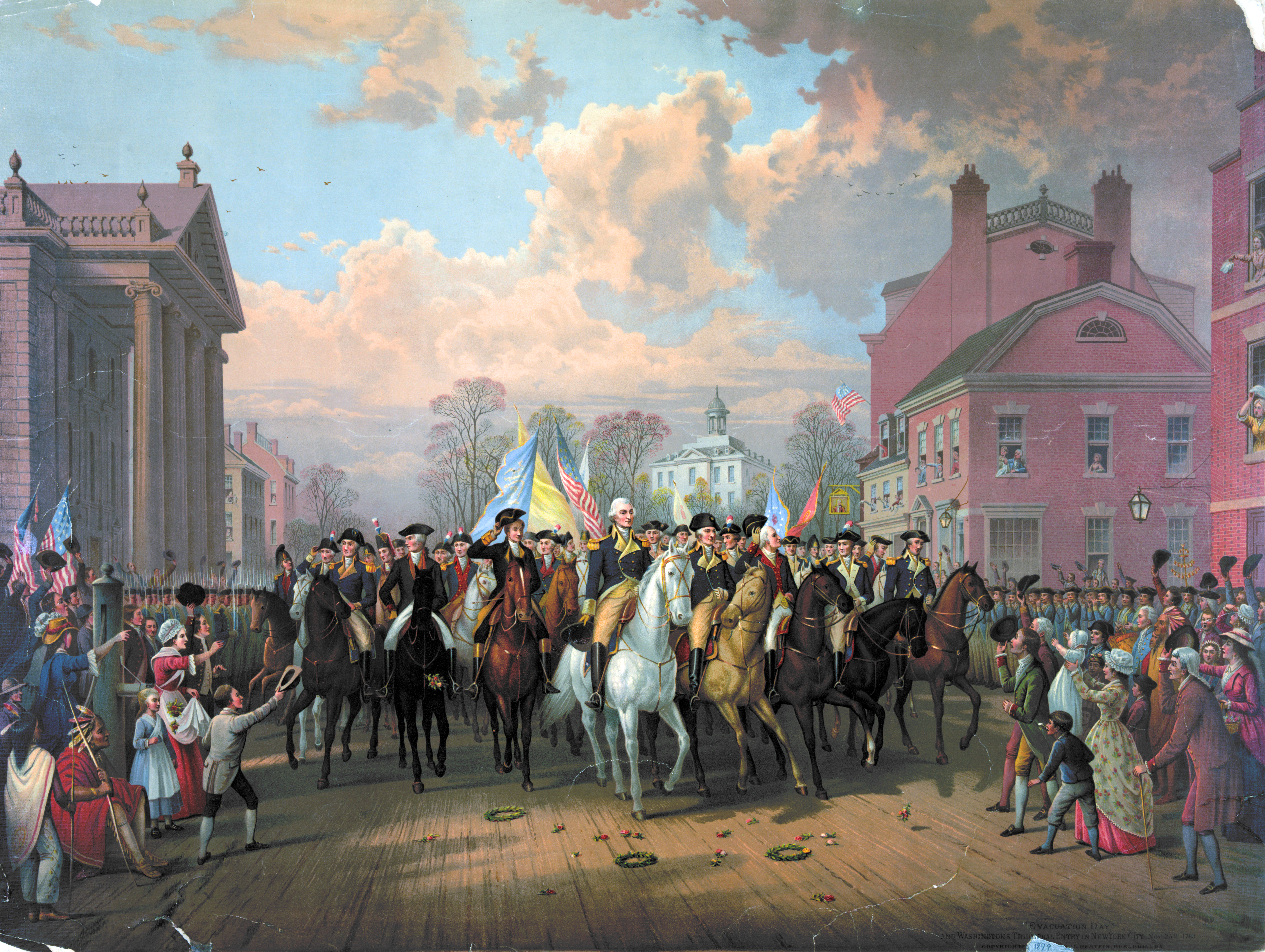
25 ноября 1783 года «День эвакуации».

Генерал Вашингтон не верил, что война может завершиться, он полагал, что англичане будут вести войну до последнего солдата. Он не знал о переговорах Джея; только в ноябре стало известно, что англичане отправили дипломатов на переговоры в Париж, и только в декабре, когда англичане сдали Чарлстон, поверил в то, что война действительно заканчивается. В феврале 1783 года стали приходить известия о подписании договора. Стало понятно, что армия будет демобилизована, и многие офицеры опасались, что государство так и не выплатит им задолженности. Ещё в январе 1783 года офицеры армии отправили Конгрессу своё возмущение положением армии. Конгресс пошёл навстречу и гарантировал пожизненное жалованье ветеранам. Волнения, известные как Ньюбургский заговор, постепенно улеглись. Вскоре, в середине апреля, Конгресс ратифицировал мирный договор с Англией и война завершилась.
В начале мая Вашингтон начал переговоры с командующим британской армией Гаем Карлтоном. Разговор коснулся, помимо прочего, судьбы трёх тысяч беглых рабов, которые находились в Нью-Йорке. Вашингтон предложил вернуть их прежним хозяевам, но Карлтон отказался и, кроме того, часть рабов была уже эвакуирована в Канаду. Вашингтон не стал настаивать на возвращении. Утром 25 ноября 1783 года англичане покинули Нью-Йорк. Вашингтон въехал в город по Бостон-Пост-Роуд вместе с губернатором Джорджем Клинтоном. 4 декабря он собрал офицеров на прощальную встречу, кратко попрощался со всеми, обнял и поцеловал каждого, после чего покинул собрание. Из Нью-Йорка он отправился в Филадельфию, а затем в Аннаполис, где находился Конгресс. Он прибыл в город 22 декабря, а днём прошла церемония отставки Вашингтона с поста главнокомандующего.

## Итоги войны
Парижский мир был для Великобритании поражением не только военным, но и политическим. Основную роль в решении вопроса о прекращении войны играл британский парламент. Империя несла сильные убытки и была в тяжелом финансовом состоянии, к тому же война затрагивала интересы самих политиков, которые наживались на торговле с Францией и Испанией, поддерживавших США и отказывавшихся торговать из-за этого с Великобританией. Короля же убедили в том, что перемирие является вынужденной и необходимой мерой. Король так и не смирился с своевольными поступками парламента и на следующий год его распустил и сформировал новое, более лояльное себе правительство. Попытки вернуть американские колонии не последовало по целому ряду причин. Во-первых, североамериканские колонии, до введения жестких налогов (которые послужили причиной восстания и отделения США от метрополии) оставляли все доходы себе. Вернув штаты в свой состав, Великобритании нужно было или снова обложить их налогами (что вызвало бы новый всплеск недовольства и возможно новую войну) или разрешить им дальше оставлять налоги себе, а в таком случае особой выгоды от этих колоний уже не было.
Сразу после перемирия Великобритания приступила к сокращению своей армии. Все новонабранные полки были немедленно распущены. Армия мирного времени вернулась к численности 1764 года, то есть, к 50 000 человек. Теперь уже не требовалось держать войска в Америке, но пришлось увеличить гарнизоны в Индии. Теперь в Англии размещались 17 483 человека, в Индии 6 366 человек, в Гибралтаре 2 826 человек, и ещё 12 000 в Ирландской армии.

### Влияние Войны за независимость
Война началась в ответ на попытки Великобритании построить колониальную империю, и хотя Британия проиграла эту войну, она не отказалась от имперской идеи, и лишь переключила внимание с Америки на Индию. Поражение в войне заставило Англию задуматься над проблемами своей армии и флота, что привело к реформам, которые в итоге помогли Британии выдержать французские революционные войны и Наполеоновские войны. В то же время Франция, несмотря на победу в войне, столкнулась с экономическим кризисом, который, как считается, и стал причиной Французской революции, которая, по общему мнению, произошла под влиянием американской революции.
Соединённые Штаты, победив в войне, обрели всё то, за что боролись: независимость, свободу торговли, неограниченные земельные ресурсы и практически неограниченные возможности для развития. В то же время новому государству требовалось каким-то образом объединить в прочный союз 13 самостоятельных государственных образований (штатов) с различными интересами, экономиками и политическими взглядами. Вопрос о разграничении полномочий штатов и федерального центра (например, в вопросах рабства) доминировал в политике США в последующие сто лет, и именно он привёл страну к Гражданской войне в 1861 году.

### Потери
Согласно статистике Говарда Пекхама, американская армия в ходе войны понесла следующие потери:
- 1775 год: 143 боевых столкновения, 323 убитых, 436 раненых, 519 пленных. (4-5-74 потери флота в 14 боях)
- 1776 год: 252 боевых столкновения, 604 убитых, 562 раненых, 5165 пленных (29-69-224 потери флота в 66 боях)
- 1777 год: 265 боевых столкновений, 1389 убитых, 2253 раненых, 2169 пленных (24-45-671 потери флота в 42 боях)
- 1778 год: 138 боевых столкновений, 753 убитых, 443 раненых, 1212 пленных (460-39-315 потери флота в 26 боях)
- 1779 год: 127 боевых столкновений, 659 убитых, 829 раненых, 859 пленных (252-178-218 потери флота в 29 боях)
- 1780 год: 162 боевых столкновений, 984 убитых, 1886 раненых, 4661 пленный (18-36-58 потери флота в 13 боях)
- 1781 год: 196 боевых столкновений, 1003 убитых, 1454 раненых, 761 пленный, (13-31-675 потери флота в 12 боях)
- 1782 год: 53 боевых столкновений, 277 убитых, 124 раненых, 80 пленных, (31-44-490 потери флота в 9 боях)
- 1783 год: 5 боевых столкновений, 0 убитых, 1 раненый, 1 пленный, (1-10-0 потери флота в 9 боях)
- Итого на суше: 1331 боевое столкновение, 5992 убитых, 7988 раненых, 15427 пленных
- Итого во флоте: 215 боёв, 832 убитых, 457 раненых, 2725 пленных
- Итого на суше и на море: 6824 убитых, 8445 раненых, 18152 пленных

Пекхам предполагает, что ещё 10 000 умерли во внебоевой обстановке, и 8500 пленных умерли в плену, и общее количество погибших по его статистике составляет 25324 человека.
Историк Дэвид Маккалоу писал, что война унесла жизни примерно 25 000 человек, то есть, 1 % всего населения США, и с точки зрения соотношения погибших со всем населением это была самая кровопролитная война Америки кроме Гражданской войны.
Британский военно-морской флот на пике своей численности насчитывал 175 990 человек, из которых к 1780 году было потеряно 1243 убитыми, 18 541 умершими от болезней и 42069 дезертировавших. Общие же потери флота за все годы войны составили 3200 человек убитыми и ранеными. Всего за войну Британия и её союзники потеряли около 15 000 человек убитыми и погибшими от ранений. Сюда входят потери на море, 3000 лоялистов и канадцев, 3000 гессенцев и 500 индейских союзников. Только британские потери умершими от всех видов смертей составили 43 633 человек.
Франция понесла 10 000 боевых потерь, из них две трети на море; Испания понесла 5000 боевых потерь, в основном под Гибралтаром и при Сент-Винсенте; Голландия потеряла примерно 500 человек. Общие боевые потери всех участников составили приблизительно 40 000 человек.

## В культуре
Литература
Джеймс Фенимор Купер планировал написать цикл романов о войне за независимость, который должен был называться «Легенды тринадцати республик». Роли каждой из тринадцати колоний в завоевании независимости должен был быть посвящён отдельный роман. Однако была написана только первая часть цикла, о Массачусетсе, — «Лайонел Линкольн, или Осада Бостона» (1825 год). Войне посвящены первый из исторических романов Купера, «Шпион, или Повесть о нейтральной территории» (1821), книги «Лоцман, или Морская история» (1824) и «Вайандотте, или Хижина на холме» (1843). Вокруг событий войны за независимость разворачивается сюжет историко-приключенческого романа Германа Мелвилла «Израэль Поттер» (1855). Событиям этой войны посвящены заключительные главы исторического романа английского писателя Уильяма Теккерея «Виргинцы» (1857—1859).
Кинематограф
- «Джонни Тремейн» — реж. Роберт Стивенсон (США, 1957).
- «Ученик дьявола» — реж. Гай Хэмилтон (США, Великобритания, 1959).
- «Джон Пол Джонс» — реж. Джон Фэрроу (США, 1959).
- «Лафайет»[англ.] — реж. Жан Древиль (Франция, Италия, 1961).
- «Революция» — реж. Хью Хадсон (США, 1985).
- «Апрельское утро» — реж. Делберт Манн (США, 1988).
- «Под знаком Выдры. Маленький патриот» — реж. Дж. Кристиан Ингвордсен (Канада, США, 1995).
- «Переправа через Делавер»[англ.] — реж. Роберт Хармон (США, 2000).
- «Патриот» — реж. Роланд Эммерих (США, 2000).
- «Поле чести»[англ.] (телефильм) — реж. Микаэль Соломон (США, 2003). В роли Бенедикта Арнольда — Эйдан Куинн.
- «Джон Адамс» (телесериал) — реж. Том Хупер (США, 2008).
- «Поворот: Шпионы Вашингтона», также известный как «Агент» (телесериал) — реж. Крейг Силверштейн (США, 2014—2017)
- «Сыны свободы» (телесериал) — реж. Кари Скогланд (США, 2015).
- Шестой сезон телесериала «Чужестранка» (США, Великобритания, 2022).

Игры
- Age of Empires III: The WarChiefs — в игре имеется Акт I «Огонь», который посвящён теме.
- Assassin’s Creed III — в игре реализованы исторические сражения, события и личности, например, Великий Нью-Йоркский пожар, Бостонское чаепитие.
- Birth of America — в игре имеется кампания The American Revolution, которая посвящена теме.
- For Librty! Венгерский гамбит — к игре прилагается бонусная кампания по теме.
- Empire: Total War.

Комиксы
- Rebels.